# Lista de cônsules do Império Romano
Esta é uma lista dos cônsules do Império Romano, um dos mais altos cargos do Império Romano (27 a.C.–476 d.C.), com a cronologia até a queda do Império Romano do Ocidente. Se o imperador romano era também o cônsul, era o mais sênior dos dois. Os magistrados e as datas exatas de seus mandatos nem sempre são conhecidos e as fontes podem variar entre si. Para os outros cônsules, veja Lista de cônsules da República Romana (509–27 a.C.) e a lista dos cônsules posteriores ao Império Romano (476 em diante).	
Para os que serviram como cônsul (geralmente cônsul sufecto, mas ocasionalmente ordinário, mas cujo período no cargo é incerto, veja Lista dos cônsules romanos sem data. Para os que foram eleitos, mas não chegaram a assumir o posto por causa de morte, desgraça ou outra razão antes do início de seu mandato, veja Lista de cônsules designados romanos.

## Legenda

### Abreviações nos títulos
- Imp. = Imperator
- suf. = cônsul sufecto (nem todos são conhecidos)

### Abreviações para osprenomes
| - A. = Aulo (Aulus) - Ap. = Ápio (Appius) - C. = Caio (Gaius/Caius) - Cn. = Cneu (Gnaeus/Cnaeus) - D. = Décimo (Decimus) - K. = Ceso (Kaeso/Caeso) | - L. = Lúcio (Lucius) - M. = Marco (Marcus) - M'. = Mânio (Manius) - Mam. = Mamerco (Mamercus) - N. = Numério (Numerius) - Opet. = Opitero (Opiter) | - P. = Públio (Publius) - Post. = Póstumo (Postumus) - Proc. = Próculo (Proculus) - Q. = Quinto (Quintus) - Ser. = Sérvio (Servius) | - Sex. = Sexto (Sextus) - Sp. = Espúrio (Spurius) - T. = Tito (Titus) - Ti. = Tibério (Tiberius) - Vop. = Vopisco (Vopiscus) |

## Século I a.C.
| Ano     | Primeiro cônsul                                                           | Segundo cônsul                                         |
| ------- | ------------------------------------------------------------------------- | ------------------------------------------------------ |
| 26 a.C. | Imp. César Divi f. Augusto VIII                                           | T. Estacílio Tauro II                                  |
| 25 a.C. | Imp. César Divi f. Augusto IX                                             | M. Júnio Silano                                        |
| 24 a.C. | Imp. César Divi f. Augusto X                                              | C. Norbano Flaco                                       |
| 23 a.C. | Imp. César Divi f. Augusto XI (janeiro–1 de julho)                        | Cn. Calpúrnio Pisão (ano inteiro)                      |
| suf.    | L. Séstio Albiniano Quirinal (1 de julho–dezembro)                        | Cn. Calpúrnio Pisão (ano inteiro)                      |
| 22 a.C. | M. Cláudio Marcelo Esernino                                               | L. Arrúncio                                            |
| 21 a.C. | M. Lólio                                                                  | Q. Emílio Lépido                                       |
| 20 a.C. | M. Apuleio                                                                | P. Sílio Nerva                                         |
| 19 a.C. | C. Sêncio Saturnino (até algum momento entre 1 de agosto e 12 de outubro) | sine collega                                           |
| suf.    | M. Vinício (antes de 12 de outubro–dezembro)                              | Q. Lucrécio Vespilão (antes de 12 de outubro–dezembro) |
| 18 a.C. | Públio Cornélio Lêntulo Marcelino                                         | Cn. Cornélio Lêntulo                                   |
| 17 a.C. | C. Fúrnio                                                                 | C. Júnio Silano                                        |
| 16 a.C. | L. Domício Enobarbo                                                       | P. Cornélio Cipião                                     |
| suf.    | L. Domício Enobarbo                                                       | L. Tário Rufo                                          |
| 15 a.C. | M. Lívio Druso Libão                                                      | L. Calpúrnio Pisão                                     |
| 14 a.C. | M. Licínio Crasso Frúgio                                                  | Cn. Cornélio Lêntulo Áugure                            |
| 13 a.C. | Ti. Cláudio Nero I                                                        | P. Quintílio Varo                                      |
| 12 a.C. | M. Valério Messala Apiano (morreu em 6 de março)                          | P. Sulpício Quirino (janeiro–depois de 29 de agosto)   |
| suf.    | C. Válgio Rufo (março–depois de 29 de agosto)                             | P. Sulpício Quirino (janeiro–depois de 29 de agosto)   |
| suf.    | C. Canínio Rébilo (até morrer no cargo)                                   | L. Volúsio Saturnino (até dezembro)                    |
| 11 a.C. | Q. Élio Tuberão                                                           | Paulo Fábio Máximo                                     |
| 10 a.C. | Africano Fábio Máximo                                                     | Julo Antônio                                           |
| 9 a.C.  | Nero Cláudio Druso                                                        | T. Quíncio Crispino Sulpiciano                         |
| 8 a.C.  | C. Márcio Censorino                                                       | C. Asínio Galo                                         |
| 7 a.C.  | Ti. Cláudio Nero II                                                       | Cn. Calpúrnio Pisão                                    |
| 6 a.C.  | D. Lélio Balbo                                                            | C. Antíscio Veto                                       |
| 5 a.C.  | Imp. César Divi f. Augusto XII (janeiro–depois de 11 de abril)            | L. Cornélio Sula (janeiro–depois de 11 de abril)       |
| suf.    | Q. Hatério (antes de 1 de julho-dezembro)                                 | L. Vinício (até 16 de julho ou 13 de agosto)           |
| suf.    | Q. Hatério (antes de 1 de julho-dezembro)                                 | Caio Sulpício Galba (até o final do ano)               |
| 4 a.C.  | C. Calvísio Sabino                                                        | L. Passieno Rufo                                       |
| suf.    | C. Célio (Rufo?)                                                          | Galo Sulpício                                          |
| 3 a.C.  | L. Cornélio Lêntulo                                                       | M. Valério Messala Messalino                           |
| 2 a.C.  | Imp. César Divi f. Augusto XIII (janeiro–agosto)                          | M. Pláucio Silvano (janeiro–junho)                     |
| suf.    | Imp. César Divi f. Augusto XIII (janeiro–agosto)                          | L. Canínio Galo (julho-dezembro)                       |
| suf.    | C. Fúfio Gêmino (setembro–outubro)                                        | L. Canínio Galo (julho-dezembro)                       |
| suf.    | Q. Fabrício (novembro-dezembro)                                           | L. Canínio Galo (julho-dezembro)                       |
| 1 a.C.  | Cosso Cornélio Lêntulo                                                    | L. Calpúrnio Pisão                                     |
| suf.    | A. Pláucio                                                                | A. Cecina Severo                                       |

## Século I d.C.
| Ano  | Primeiro cônsul                                                      | Segundo cônsul                                                  |
| ---- | -------------------------------------------------------------------- | --------------------------------------------------------------- |
| 1    | C. Júlio César (janeiro a dezembro)                                  | L. Emílio Paulo (janeiro a junho)                               |
| suf. | C. Júlio César (janeiro a dezembro)                                  | M. Herênio Piceno (julho a dezembro)                            |
| 2    | P. Vinício (janeiro a junho)                                         | P. Alfeno Varo                                                  |
| suf. | P. Cornélio Lêntulo Cipião (julho a dezembro)                        | T. Quíncio Crispino Valeriano                                   |
| 3    | L. Élio Lamia (janeiro a junho)                                      | M. Servílio                                                     |
| suf. | P. Sílio (julho a dezembro)                                          | L. Volúsio Saturnino                                            |
| 4    | Sex. Élio Cato (janeiro a junho)                                     | C. Sêncio Saturnino                                             |
| suf. | Cneu Sêncio Saturnino (julho a dezembro)                             | C. Clódio Licino                                                |
| 5    | L. Valério Messala Voleso (janeiro a junho)                          | Cn. Cornélio Cina Magno                                         |
| suf. | C. Víbio Póstumo (julho a dezembro)                                  | C. Ateio Capitão                                                |
| 6    | M. Emílio Lépido (janeiro a dezembro)                                | L. Arrúncio (janeiro a junho)                                   |
| suf. | M. Emílio Lépido (janeiro a dezembro)                                | L. Nônio Asprenas (julho a dezembro)                            |
| 7    | Q. Cecílio Metelo Crético Silano (janeiro a dezembro)                | A. Licínio Nerva Siliano (janeiro a junho)                      |
| suf. | Q. Cecílio Metelo Crético Silano (janeiro a dezembro)                | Lucílio Longo (julho a dezembro)                                |
| 8    | M. Fúrio Camilo (janeiro a junho)                                    | Sex. Nônio Quintiliano                                          |
| suf. | L. Aprônio (julho a dezembro)                                        | A. Víbio Hábito                                                 |
| 9    | C. Popeu Sabino (janeiro a junho)                                    | Q. Sulpício Camerino                                            |
| suf. | M. Pápio Mutilo (julho a dezembro)                                   | Q. Popeu Segundo                                                |
| 10   | P. Cornélio Dolabela (janeiro a junho)                               | C. Júnio Silano                                                 |
| suf. | Ser. Cornélio Lêntulo Maluginense (julho a dezembro)                 | Q. Júnio Bleso                                                  |
| 11   | M. Emílio Lépido (janeiro a junho)                                   | T. Estacílio Tauro                                              |
| suf. | L. Cássio Longino (julho a dezembro)                                 | T. Estacílio Tauro                                              |
| 12   | Germânico Júlio César (janeiro a dezembro)                           | C. Fonteio Capitão (janeiro a junho)                            |
| suf. | Germânico Júlio César (janeiro a dezembro)                           | C. Visélio Varrão (julho a dezembro)                            |
| 13   | Caio Sílio (janeiro a junho)                                         | L. Munácio Planco (janeiro a dezembro)                          |
| suf. | A. Cecina Largo (julho a dezembro)                                   | L. Munácio Planco (janeiro a dezembro)                          |
| 14   | Sex. Pompeu (janeiro a dezembro)                                     | Sex. Apuleio                                                    |
| 15   | Druso Júlio César (janeiro-dezembro)                                 | C. Norbano Flaco (janeiro a junho)                              |
| suf. | Druso Júlio César (janeiro-dezembro)                                 | M. Júnio Silano (julho a dezembro)                              |
| 16   | Sisena Estacílio Tauro (janeiro a junho)                             | L. Escribônio Libão                                             |
| suf. | C. Víbio Rufo (julho a dezembro)                                     | P. Pompônio Grecino                                             |
| 17   | L. Pompônio Flaco (janeiro a junho)                                  | C. Célio Rufo                                                   |
| suf. | C. Víbio Marso (julho a dezembro)                                    | L. Voluseio Próculo                                             |
| 18   | Ti. César Augusto III (janeiro)                                      | Germânico Júlio César II (janeiro a abril)                      |
| suf. | L. Seio Tuberão (fevereiro a julho)                                  | L. Livineio Régulo (maio a julho)                               |
| suf. | C. Rubélio Blando (agosto a dezembro)                                | M. Vipstano Galo                                                |
| 19   | M. Júnio Silano Torquato (janeiro a dezembro)                        | L. Norbano Balbo (janeiro a abril )                             |
| suf. | M. Júnio Silano Torquato (janeiro a dezembro)                        | P. Petrônio (maio a dezembro)                                   |
| 20   | M. Valério Messala (janeiro a dezembro)                              | M. Aurélio Cota Máximo Messalino                                |
| 21   | Ti. César Augusto IV (janeiro a junho)                               | Druso Júlio César II                                            |
| suf. | Mam. Emílio Escauro (julho a dezembro)                               | Cneu Tremélio                                                   |
| 22   | D. Hatério Agripa                                                    | C. Sulpício Galba                                               |
| suf. | M. Coceio Nerva                                                      | Caio Víbio Rufino                                               |
| 23   | C. Asínio Polião (janeiro a dezembro)                                | C. Antíscio Veto (janeiro a junho)                              |
| suf. | C. Asínio Polião (janeiro a dezembro)                                | C. Estercínio Máximo (julho a dezembro)                         |
| 24   | Ser. Cornélio Cetego (janeiro a junho)                               | L. Visélio Varrão                                               |
| suf. | C. Calpúrnio Avíola (julho a dezembro)                               | P. Cornélio Lêntulo Cipião (julho a dezembro)                   |
| 25   | Cosso Cornélio Lêntulo (janeiro a agosto)                            | M. Asínio Agripa (janeiro a dezembro)                           |
| suf. | C. Petrônio (setembro a dezembro)                                    | M. Asínio Agripa (janeiro a dezembro)                           |
| 26   | Cn. Cornélio Lêntulo Getúlico (janeiro a junho)                      | C. Calvísio Sabino                                              |
| suf. | Q. Júnio Bleso (julho a dezembro)                                    | L. Antíscio Veto                                                |
| 27   | L. Calpúrnio Pisão (janeiro a junho)                                 | M. Licínio Crasso Frúgio                                        |
| suf. | P. Cornélio Lêntulo (julho a dezembro)                               | C. Salústio Crispo Passieno I                                   |
| 28   | Ap. Júnio Silano (janeiro a junho)                                   | P. Sílio Nerva                                                  |
| suf. | L. Júnio Silano (julho a dezembro)                                   | C. Veleu Tutor                                                  |
| 29   | C. Fúfio Gêmino (janeiro a junho)                                    | L. Rubélio Gêmino                                               |
| suf. | A. Pláucio (julho–dezembro)                                          | L. Nônio Asprenas                                               |
| 30   | L. Cássio Longino (janeiro a junho)                                  | M. Vinício                                                      |
| suf. | L. Névio Surdino (julho a dezembro)                                  | C. Cássio Longino                                               |
| 31   | Ti. César Augusto V (janeiro a 9 de maio)                            | L. Élio Sejano                                                  |
| suf. | Fausto Cornélio Sula (10 de maio a setembro)                         | Sex. Tédio Valério Cátulo (10 de maio a junho)                  |
| suf. | Fausto Cornélio Sula (10 de maio a setembro)                         | L. Fulcínio Trião (julho a dezembro)                            |
| suf. | P. Mêmio Régulo (outubro a dezembro)                                 | L. Fulcínio Trião (julho a dezembro)                            |
| 32   | Cn. Domício Enobarbo (janeiro a dezembro)                            | L. Arrúncio Camilo Escriboniano (janeiro a junho)               |
| suf. | Cn. Domício Enobarbo (janeiro a dezembro)                            | A. Vitélio (julho a dezembro)                                   |
| 33   | L. Lívio Ócela Sérvio Sulpício Galba (janeiro a junho)               | L. Cornélio Sula Félix                                          |
| suf. | L. Sálvio Otão (julho a dezembro)                                    | C. Otávio Lenas (julho a dezembro)                              |
| 34   | Paulo Fábio Pérsico (janeiro a junho)                                | L. Vitélio I                                                    |
| suf. | Q. Márcio Bareia Sorano (julho a dezembro)                           | T. Rúscio Númio Galo                                            |
| 35   | C. Céstio Galo (janeiro a junho)                                     | M. Servílio Noniano                                             |
| suf. | D. Valério Asiático (julho a dezembro)                               | A. Gabínio Segundo                                              |
| 36   | Sex. Papínio Alênio (janeiro a junho)                                | Q. Pláucio                                                      |
| suf. | C. Vécio Rufo (julho a dezembro)                                     | M. Pórcio Catão                                                 |
| 37   | Cn. Acerrônio Próculo (janeiro a junho)                              | C. Petrônio Pôncio Nigrino                                      |
| suf. | C. César Augusto Germânico (julho a agosto)                          | Ti. Cláudio Nero Germânico                                      |
| suf. | A. Cecina Peto (setembro a dezembro)                                 | C. Canínio Rébilo                                               |
| 38   | M. Áquila Juliano (janeiro a junho)                                  | P. Nônio Asprenas                                               |
| suf. | Ser. Asínio Céler (julho–dezembro)                                   | Sex. Nônio Quintiliano                                          |
| 39   | C. César Augusto Germânico II (janeiro)                              | L. Aprônio Cesiano (janeiro a junho)                            |
| suf. | Q. Sanquínio Máximo (fevereiro a junho)                              | L. Aprônio Cesiano (janeiro a junho)                            |
| suf. | Cn. Domício Córbulo (julho a 1 de setembro)                          | Ignoto                                                          |
| suf. | A. Dídio Galo (2 de setembro a dezembro)                             | Cn. Domício Afer                                                |
| 40   | C. César Augusto Germânico III (até 13 de janeiro)                   | Sem colega                                                      |
| suf. | C. Lecânio Basso (janeiro a junho)                                   | Q. Terêncio Culeão                                              |
| 41   | C. César Augusto Germânico IV (1 a 13 de janeiro)                    | Cn. Sêncio Saturnino                                            |
| suf. | Q. Pompônio Segundo (fevereiro a junho)                              | Cn. Sêncio Saturnino                                            |
| suf. | Q. Fúcio Lúsio Saturnino (fevereiro a junho)                         | M. Seio Varano                                                  |
| suf. | Q. Ostório Escápula (novembro a dezembro)                            | P. Suílio Rufo                                                  |
| 42   | Ti. Cláudio César Augusto Germânico II (janeiro a fevereiro)         | C. Cecina Largo (janeiro a dezembro)                            |
| suf. | C. Céstio Galo (março a junho?)                                      | C. Cecina Largo (janeiro a dezembro)                            |
| suf. | Cornélio Lupo (junho? a dezembro)                                    | C. Cecina Largo (janeiro a dezembro)                            |
| 43   | Ti. Cláudio César Augusto Germânico III (janeiro a fevereiro)        | L. Vitélio II (janeiro a fevereiro)                             |
| suf. | Sex. Palpélio Histro (março a julho)                                 | L. Pedânio Segundo                                              |
| suf. | A. Gabínio Segundo (agosto a setembro)                               | Ignoto                                                          |
| suf. | Q. Cúrcio Rufo (outubro a dezembro)                                  | L. Ópio                                                         |
| 44   | C. Salústio Crispo Passieno II (começo de janeiro)                   | T. Estacílio Tauro (janeiro a junho)                            |
| suf. | P. Calvísio Sabino Pompônio Segundo (começo de janeiro a junho)      | T. Estacílio Tauro (janeiro a junho)                            |
| 45   | M. Vinício II (janeiro a fevereiro)                                  | Tito Estacílio Tauro Corvino (janeiro a junho)                  |
| suf. | Ti. Pláucio Silvano Eliano I (março a junho)                         | Tito Estacílio Tauro Corvino (janeiro a junho)                  |
| suf. | A. Antônio Rufo (julho a outubro?)                                   | M. Pompeu Silvano Estabério Flaviano I                          |
| 46   | D. Valério Asiático II (janeiro a fevereiro)                         | M. Júnio Silano (janeiro a dezembro)                            |
| suf. | Camerino Antíscio Veto (começo de março)                             | M. Júnio Silano (janeiro a dezembro)                            |
| suf. | Q. Sulpício Camerino (começo de março a junho)                       | M. Júnio Silano (janeiro a dezembro)                            |
| suf. | D. Lélio Balbo (julho a agosto)                                      | M. Júnio Silano (janeiro a dezembro)                            |
| suf. | C. Terêncio Túlio Gêmino (setembro a dezembro)                       | M. Júnio Silano (janeiro a dezembro)                            |
| 47   | Ti. Cláudio César Augusto Germânico IV (janeiro a fevereiro)         | L. Vitélio III                                                  |
| suf. | C. Calpetano Râncio Sedato (março a abril)                           | M. Hordeônio Flaco (março a abril)                              |
| suf. | Cn. Hosídio Geta (julho a dezembro)                                  | T. Flávio Sabino (julho a agosto)                               |
| suf. | Cn. Hosídio Geta (julho a dezembro)                                  | L. Vagélio (setembro a outubro)                                 |
| suf. | Cn. Hosídio Geta (julho a dezembro)                                  | C. Volasena Severo (novembro a dezembro)                        |
| 48   | A. Vitélio (janeiro a junho)                                         | L. Vipstano Publícola                                           |
| suf. | L. Vitélio (julho a dezembro)                                        | C. Messala Vipstano Galo                                        |
| 49   | Q. Verânio Nepos (janeiro a fevereiro)                               | C. Pompeu Longo Galo                                            |
| suf. | L. Mâmio Polião (março a junho)                                      | Q. Álio Máximo                                                  |
| 50   | C. Antíscio Veto (janeiro a fevereiro?)                              | M. Suílio Nerulino                                              |
| 51   | Ti. Cláudio César Augusto Germânico V (janeiro a dezembro)           | Ser. Cornélio Cipião Salvidieno Orfito (janeiro a junho)        |
| suf. | Ti. Cláudio César Augusto Germânico V (janeiro a dezembro)           | L. Calvêncio Veto Carmínio (já em setembro até outubro)         |
| suf. | Ti. Cláudio César Augusto Germânico V (janeiro a dezembro)           | T. Flávio Vespasiano (novembro a dezembro)                      |
| 52   | Fausto Cornélio Sula Félix (janeiro a dezembro)                      | L. Sálvio Otão Ticiano (janeiro a junho)                        |
| suf. | Fausto Cornélio Sula Félix (janeiro a dezembro)                      | Q. Márcio Bareia Sorano (certamente em 10 de agosto)            |
| suf. | Fausto Cornélio Sula Félix (janeiro a dezembro)                      | L. Salvidieno Rufo Salviano (certamente em 11 de dezembro)      |
| 53   | D. Júnio Silano Torquato (janeiro a junho)                           | Q. Hatério Antonino                                             |
| suf. | P. Trebônio (junho a outubro)                                        | Q. Cecina Primo                                                 |
| suf. | P. Calvísio Rusão (novembro? a dezembro)                             | Q. Cecina Primo                                                 |
| 54   | M'. Acílio Avíola (janeiro a junho)                                  | M. Asínio Marcelo                                               |
| suf. | M. Efulano (depois de junho)                                         | Ignoto                                                          |
| 55   | Nero Cláudio César Augusto Germânico I (janeiro a fevereiro)         | L. Antíscio Veto                                                |
| suf. | N. Céstio (março a abril)                                            | L. Antíscio Veto                                                |
| suf. | P. Cornélio Dolabela (maio a junho)                                  | L. Aneu Sêneca (até outubro)                                    |
| suf. | M. Trebélio Máximo (julho a agosto)                                  | L. Aneu Sêneca (até outubro)                                    |
| suf. | P. Palfúrio (setembro a outubro)                                     | L. Aneu Sêneca (até outubro)                                    |
| suf. | Cn. Cornélio Lêntulo Getúlico (novembro a dezembro)                  | T. Curtílio Mância                                              |
| 56   | Q. Volúsio Saturnino (janeiro a junho)                               | P. Cornélio (Lêntulo?) Cipião                                   |
| suf. | L. Júnio Gálio Aniano (julho a agosto)                               | T. Cúcio Cilto                                                  |
| suf. | L. Dúvio Ávito (novembro a dezembro)                                 | P. Clódio Trásea Peto                                           |
| 57   | Nero Cláudio César Augusto Germânico II (janeiro a dezembro)         | L. Calpúrnio Pisão (janeiro a junho)                            |
| suf. | Nero Cláudio César Augusto Germânico II (janeiro a dezembro)         | L. Césio Marcial (julho a dezembro)                             |
| 58   | Nero Cláudio César Augusto Germânico III (janeiro a abril)           | M. Valério Messala Corvino (janeiro a junho)                    |
| suf. | C. Fonteio Agripa (maio a junho)                                     | M. Valério Messala Corvino (janeiro a junho)                    |
| suf. | A. Petrônio Lurcão (julho a dezembro)                                | A. Pacônio Sabino                                               |
| 59   | C. Vipstano Aproniano (janeiro a junho)                              | C. Fonteio Capitão                                              |
| suf. | T. Sêxtio Africano (julho a dezembro)                                | M. Ostório Escápula                                             |
| 60   | Nero Cláudio César Augusto Germânico IV (janeiro a junho)            | Cosso Cornélio Lêntulo                                          |
| suf. | C. Veleio Patérculo (julho a outubro)                                | M. Manílio Vopisco                                              |
| 61   | P. Petrônio Turpiliano (janeiro a junho?)                            | L. Júnio Cesênio Peto                                           |
| suf. | Cn. Pedânio Fusco Salinador (julho a agosto)                         | L. Veleio Patérculo                                             |
| 62   | P. Mário (janeiro a abril)                                           | L. Afínio Galo                                                  |
| suf. | Q. Mânlio Ancário Tarquício Saturnino (maio a agosto)                | P. Petrônio Níger                                               |
| suf. | Q. Júnio Marulo (setembro a dezembro)                                | Ignoto                                                          |
| suf. | Q. Júnio Marulo (setembro a dezembro)                                | T. Clódio Éprio Marcelo (novembro a dezembro)                   |
| 63   | C. Mêmio Régulo (janeiro a junho)                                    | L. Vergínio Rufo                                                |
| 64   | C. Lecânio Basso (janeiro a junho)                                   | M. Licínio Crasso Frúgio                                        |
| suf. | C. Licínio Muciano (julho a outubro)                                 | Q. Fábio Bárbaro Antônio Mácer                                  |
| 65   | A. Licínio Nerva Siliano (janeiro a junho)                           | M. Júlio Vestino Ático (janeiro a abril)                        |
| suf. | A. Licínio Nerva Siliano (janeiro a junho)                           | P. Pasidieno Firmo (maio a junho)                               |
| suf. | C. Pompônio Pio (julho a agosto)                                     | C. Anício Cerial                                                |
| 66   | C. Lúcio Telesino (janeiro a junho?)                                 | C. Suetônio Paulino                                             |
| suf. | M. Ânio Afrino (julho a agosto)                                      | C. Pácio Africano                                               |
| suf. | M. Arrúncio Áquila (setembro a dezembro)                             | M. Vécio Bolano                                                 |
| 67   | L. Júlio Rufo                                                        | Fonteio Capitão                                                 |
| suf. | L. Aurélio Prisco (antes de junho)                                   | Fonteio Capitão                                                 |
| suf. | Ap. Ânio Galo (julho a dezembro)                                     | L. Verulano Severo                                              |
| 68   | Ti. Cácio Ascônio Sílio Itálico (janeiro a março)                    | P. Galério Trácalo                                              |
| suf. | Imp. Nero Cláudio César Augusto Germânico V (abril? a junho)         | Ignoto                                                          |
| suf. | C. Belício Natal (setembro a dezembro)                               | P. Cornélio Cipião Asiático                                     |
| 69   | Ser. Galba Imp. César Augusto II (até 15 de janeiro)                 | T. Vínio (Rufino?) (até 15 de janeiro)                          |
| suf. | M. Otão César Augusto (15 de janeiro a 28 de fevereiro)              | L. Sálvio Otão Ticiano II                                       |
| suf. | L. Vergínio Rufo II (março)                                          | L. Pompeu Vopisco                                               |
| suf. | Cn. Aruleno Célio Sabino (abril a junho)                             | T. Flávio Sabino                                                |
| suf. | Cn. Árrio Antonino (julho a agosto)                                  | A. Mário Celso                                                  |
| suf. | Fábio Valente (setembro a 30 de outubro)                             | A. Cecina Alieno                                                |
| suf. | Fábio Valente (setembro a 30 de outubro)                             | Rósio Régulo (31 de outubro)                                    |
| suf. | Cn. Cecílio Simplex (novembro a dezembro)                            | C. Quíncio Ático                                                |
| 70   | Imp. César Vespasiano Augusto II (janeiro a junho)                   | T. César Vespasiano I                                           |
| suf. | C. Licínio Muciano II (julho a agosto)                               | Q. Petílio Cerial Césio Rufo                                    |
| suf. | Q. Júlio Cordino Caio Rutílio Gálico (setembro a outubro)            | Ignoto                                                          |
| suf. | L. Ânio Basso (novembro a dezembro)                                  | C. Lecânio Basso Cecina Peto                                    |
| 71   | Imp. César Vespasiano Augusto III (janeiro a fevereiro)              | M. Coceio Nerva I                                               |
| suf. | César Domiciano (março a junho)                                      | Cn. Pédio Casco (março a abril)                                 |
| suf. | César Domiciano (março a junho)                                      | C. Calpetano Râncio Quirinal Valério Festo (maio a junho)       |
| suf. | L. Flávio Fímbria (julho a agosto)                                   | C. Atílio Bárbaro                                               |
| suf. | Cn. Pompeu Colega (novembro a dezembro)                              | Q. Júlio Córdio                                                 |
| 72   | Imp. César Vespasiano Augusto IV (janeiro a abril)                   | T. César Vespasiano II                                          |
| suf. | C. Licínio Muciano III (maio a junho?)                               | T. Flávio Sabino II                                             |
| suf. | M. Úlpio Trajano (setembro a outubro)                                | T. Flávio Sabino II                                             |
| suf. | Sex. Márcio Prisco (novembro a dezembro)                             | Cn. Pinário Emiliano Cicatricula                                |
| 73   | César Domiciano II (janeiro a fevereiro?)                            | L. Valério Cátulo Messalino                                     |
| suf. | L. Élio Oculato (maio a junho)                                       | Q. Gávio Ático                                                  |
| suf. | M. Arrecino Clemente (julho a agosto?)                               | . ]m[ .....                                                     |
| suf. | Sex. Júlio Frontino                                                  | Ignoto                                                          |
| 74   | Imp. César Vespasiano Augusto V (até 13 de janeiro)                  | T. César Vespasiano III (janeiro a abril)                       |
| suf. | Ti. Pláucio Silvano Eliano II (13 de janeiro a fevereiro)            | T. César Vespasiano III (janeiro a abril)                       |
| suf. | Lúcio Júnio Quinto Víbio Crispo II (março a abril)                   | T. César Vespasiano III (janeiro a abril)                       |
| suf. | Q. Petílio Cerial Césio Rufo II (maio a junho)                       | T. Clódio Éprio Marcelo II                                      |
| suf. | Ignoto (julho a agosto)                                              | .... ]on[.                                                      |
| suf. | C. Pompônio (setembro a outubro)                                     | L. Mânlio Patruíno                                              |
| suf. | Cn. Domício Tulo                                                     | L. Mânlio Patruíno                                              |
| 75   | Imp. César Vespasiano Augusto VI (até 13 de janeiro ou fevereiro)    | T. César Vespasiano IV (janeiro a fevereiro)                    |
| suf. | César Domiciano III (até 13 de janeiro ou março a abril)             | T. César Vespasiano IV (janeiro a fevereiro)                    |
| suf. | César Domiciano III (até 13 de janeiro ou março a abril)             | L. Pasidieno Firmo (março a abril)                              |
| 76   | Imp. César Vespasiano Augusto VII (até 13 de janeiro ou fevereiro)   | T. César Vespasiano V (até 13 de janeiro ou fevereiro ou abril) |
| suf. | César Domiciano IV (13 de janeiro ou fevereiro a março ou abril)     | T. César Vespasiano V (até 13 de janeiro ou fevereiro ou abril) |
| suf. | Lúcio Tâmpio Flaviano II (março a abril ou maio a junho)             | M. Pompeu Silvano Estabério Flaviano II                         |
| suf. | Galeão Tecieno Petroniano (novembro a dzembro)                       | M. Fúlvio Gilão                                                 |
| 77   | Imp. César Vespasiano Augusto VIII (até 13 de janeiro ou fevereiro)  | T. César Vespasiano VI (janeiro a junho)                        |
| suf. | César Domiciano V (13 de janeiro ou fevereiro a junho)               | T. César Vespasiano VI (janeiro a junho)                        |
| suf. | L. Pompeu Vopisco C. Arrúncio Catélio Céler (setembro a outubro)     | M. Arrúncio Áquila                                              |
| suf. | Cn. Júlio Agrícola (novembro a dezembro)                             | Ignoto                                                          |
| 78   | D. Júnio Nóvio Prisco (Rufo?) (janeiro a abril)                      | L. Ceiônio Cômodo                                               |
| suf. | Q. Corélio Rufo (setembro a outubro)                                 | L. Funisulano Vetoniano                                         |
| suf. | Sex. Vitulásio Nepos                                                 | Ignoto                                                          |
| suf. | Q. Articuleio Peto                                                   | Ignoto                                                          |
| 79   | Imp. César Vespasiano Augusto IX (até 13 de janeiro)                 | T. César Vespasiano VII (janeiro a fevereiro)                   |
| suf. | César Domiciano VI (13 de janeiro a fevereiro)                       | T. César Vespasiano VII (janeiro a fevereiro)                   |
| suf. | L. Júnio Cesênio Peto (março a junho)                                | P. Calvísio Rusão                                               |
| suf. | T. Rúbrio Élio Nepos (setembro a dezembro)                           | M. Árrio Flaco                                                  |
| 80   | Imp. T. César Vespasiano Augusto VIII (até 13 de janeiro)            | César Domiciano VII                                             |
| suf. | A. Dídio Galo Fabrício Veiento II (13 de janeiro até fevereiro)      | L. Élio Lamia Pláucio Eliano                                    |
| suf. | Q. Aurélio Patumeio Frontão (março a abril)                          | L. Élio Lamia Pláucio Eliano                                    |
| suf. | C. Mário Marcelo Otávio Públio Clúvio Rufo (maio a junho)            | L. Élio Lamia Pláucio Eliano                                    |
| suf. | M. Atílio Póstumo Brádua (julho a agosto)                            | Q. Pompeu Trião                                                 |
| suf. | Sex. Nerânio Capitão (setembro a outubro)                            | L. Acílio Estrabão                                              |
| suf. | M. Tício Frúgio (novembro a dezembro)                                | T. Vinício Juliano                                              |
| 81   | L. Flávio Silva Nônio Basso (janeiro a fevereiro)                    | L. Asínio Polião Verrugoso                                      |
| suf. | M. Róscio Célio (março a abril)                                      | C. Júlio Juvenal                                                |
| suf. | L. Vécio Paulo (maio a junho)                                        | T. Júnio Montano                                                |
| suf. | C. Cédio Nata Pinário (julho a agosto)                               | T. Tecieno Sereno                                               |
| suf. | L. Carmínio Lusitânico (setembro a outubro)                          | M. Petrônio Umbrino                                             |
| 82   | Imp. César Domiciano Augusto VIII (até 13 de janeiro)                | T. Flávio Sabino                                                |
| suf. | [? Serveu In]noc(ente) (13 de janeiro a fevereiro)                   | L. Sálvio Otão Coceiano                                         |
| suf. | [ ... ]an(o) (março a abril)                                         | M'. Acílio Avíola                                               |
| suf. | [C. Arínio Mo]dest(o) (maio a junho)                                 | Ignoto                                                          |
| suf. | P. Valério Patruíno (julho a agosto)                                 | L. Antônio Saturnino                                            |
| suf. | M. Lárcio Magno Pompeu Silão (setembro a outubro)                    | T. Aurélio Quieto                                               |
| 83   | Imp. César Domiciano Augusto IX (até 13 de janeiro)                  | Quinto Petílio Rufo                                             |
| suf. | M. Ânio Messala (março a abril)                                      | C. Físio Sabino                                                 |
| suf. | L. Técio Juliano (maio a junho)                                      | Terêncio Estrabão Erúcio Homulo                                 |
| suf. | L. Calvêncio Sexto Carmínio Veto (setembro a outubro)                | M. Cornélio Nigrino Curiácio Materno                            |
| 84   | Imp. César Domiciano Augusto X (até 13 de janeiro ou ? de fevereiro) | C. Ópio Sabino (janeiro a fevereiro)                            |
| suf. | L. Júlio Urso (julho a agosto)                                       | Ignoto                                                          |
| suf. | C. Túlio Capitão Pomponiano Plócio Firmo (setembro a outubro)        | C. Cornélio Galicano                                            |
| suf. | Ignoto                                                               | Galo                                                            |
| 85   | Imp. César Domiciano Augusto XI (janeiro a fevereiro)                | T. Aurélio Fulvo II                                             |
| suf. | Q. Júlio Cordino C. Rutílio Gálico II (março a abril)                | L. Valério Cátulo Messalino II                                  |
| suf. | M. Arrecino Clemente II (maio a junho)                               | L. Bébio Honorato                                               |
| suf. | P. Herênio Polião (julho a agosto)                                   | M. Ânio Herênio Polião                                          |
| suf. | D. Abúrio Basso (setembro a outubro)                                 | Q. Júlio Balbo                                                  |
| suf. | C. Sálvio Liberal Nônio Basso (novembro a dezembro)                  | [? Cornélio] Orestes                                            |
| 86   | Imp. César Domiciano Augusto XII (janeiro)                           | Ser. Cornélio Dolabela Petroniano (janeiro a fevereiro)         |
| suf. | C. Sécio Campano (13 de janeiro a fevereiro ou abril)                | Ser. Cornélio Dolabela Petroniano (janeiro a fevereiro)         |
| suf. | incertus (março a abril)                                             | Q. Víbio Segundo (março a abril)                                |
| suf. | Sex. Otávio Frontão (maio a agosto)                                  | Ti. Júlio Cândido Mário Celso                                   |
| suf. | A. Búcio Lápio Máximo (setembro a dezembro)                          | C. Otávio Tídio Tossiano L. Javoleno Prisco                     |
| 87   | Imp. César Domiciano Augusto XIII (janeiro)                          | L. Volúsio Saturnino (janeiro a abril)                          |
| suf. | C. Calpúrnio Pisão Crasso Frúgio Liciniano (13 de janeiro a abril)   | L. Volúsio Saturnino (janeiro a abril)                          |
| suf. | C. Belício Natal P. Gavídio Tebaniano (maio a agosto)                | C. Ducênio Próculo                                              |
| suf. | C. Cílnio Próculo (setembro a dezembro)                              | L. Nerácio Prisco                                               |
| 88   | Imp. César Domiciano Augusto XIV (janeiro)                           | L. Minício Rufo (janeiro a abril)                               |
| suf. | D. Plócio Gripo (13 de janeiro a abril)                              | L. Minício Rufo (janeiro a abril)                               |
| suf. | Q. Nínio Hasta (maio a agosto)                                       | L. Escribônio Libão Rupílio Frúgio                              |
| suf. | M. Otacílio Cátulo (setembro a dezembro)                             | Sex. Júlio Esparso                                              |
| 89   | T. Aurélio Fulvo (janeiro a abril)                                   | M. Asínio Atratino                                              |
| suf. | P. Salústio Bleso (maio a agosto)                                    | M. Peduceu Seniano                                              |
| suf. | A. Vicírio Próculo (setembro a dezembro)                             | M'. Labério Máximo                                              |
| 90   | Imp. César Domiciano Augusto XV                                      | M. Coceio Nerva II                                              |
| suf. | L. Cornélio Púsio Ânio Messala (13 de janeiro a fevereiro)           | M. Coceio Nerva II                                              |
| suf. | L. Antíscio Rústico (março a abril)                                  | Ser. Júlio Serviano                                             |
| suf. | Q. Aceu Rufo (maio a junho)                                          | C. Caristânio Frontão                                           |
| suf. | P. Bébio Itálico (julho a agosto)                                    | C. Aquílio Próculo                                              |
| suf. | L. Álbio Pulaieno Polião (setembro a outubro)                        | Cn. Pinário Emílio Cicatricula Pompeu Longino                   |
| suf. | M. Túlio Cerial (novembro a dezembro)                                | Cn. Pompeu Catulino                                             |
| 91   | M'. Acílio Glabrião (janeiro a abril)                                | M. Úlpio Trajano                                                |
| suf. | C. Minício Faustino (maio a agosto)                                  | P. Valério Marino                                               |
| suf. | Q. Valério Vegeto (setembro a dezembro)                              | P. Metílio Sabino Nepos                                         |
| 92   | Imp. César Domiciano Augusto XVI (até 13 de janeiro)                 | Q. Quinto Volúsio Saturnino (janeiro a abril)                   |
| suf. | L. Venuleio Montano Aproniano (13 de janeiro a abril)                | Q. Quinto Volúsio Saturnino (janeiro a abril)                   |
| suf. | L. Estertínio Ávito (maio a agosto)                                  | Ti. Júlio Celso Polemeano                                       |
| suf. | C. Júlio Silano (setembro a dezembro)                                | Q. Júnio Aruleno Rústico                                        |
| 93   | Sex. Pompeu Colega (janeiro a abril)                                 | Q. Peduceu Priscino                                             |
| suf. | T. Avídio Quieto (maio a agosto)                                     | Sex. Lusiano Próculo                                            |
| suf. | C. Cornélio Raro Sêxtio Na(so?) (setembro a dezembro)                | [? Túcio Ceria]l                                                |
| 94   | L. Nônio Calpúrnio Torquato Asprenas (janeiro a abril)               | T. Sêxtio Mágio Laterano                                        |
| suf. | M. Lólio Paulino Décimo Valério Asiático Saturnino (maio a agosto)   | C. Âncio A. Júlio Quadrado                                      |
| suf. | L. Sílio Deciano (setembro a dezembro)                               | T. Pompônio Basso                                               |
| 95   | Imp. César Domiciano Augusto XVII (até 13 de janeiro)                | T. Flávio Clemente (janeiro a abril)                            |
| suf. | L. Nerácio Marcelo (13 de janeiro a abril)                           | T. Flávio Clemente (janeiro a abril)                            |
| suf. | A. Búcio Lápio Máximo II (maio a agosto)                             | P. Ducênio Vero                                                 |
| suf. | Q. Pompônio Rufo (setembro a dezembro)                               | L. Bébio Tulo                                                   |
| 96   | C. Mânlio Valente (janeiro a abril)                                  | C. Antíscio Veto                                                |
| suf. | Q. Fábio Postúmino (maio a agosto)                                   | T. Priférnio (Peto)                                             |
| suf. | Ti. Cácio Césio Frontão (setembro a dezembro)                        | M. Calpúrnio [...]ico                                           |
| 97   | Imp. Nerva César Augusto III (janeiro a fevereiro)                   | L. Vergínio Rufo III                                            |
| suf. | Cn. Árrio Antonino II (março a abril)                                | (C.?) Calpúrnio Pisão                                           |
| suf. | M. Ânio Vero (maio a junho)                                          | L. Nerácio Prisco                                               |
| suf. | L. Domício Apolinário (julho a agosto)                               | Sex. Hermetídio Campano                                         |
| suf. | Q. Glício Atílio Agrícola (setembro a outubro)                       | Lúcio Pompônio Materno                                          |
| suf. | P. Cornélio Tácito (novembro a dezembro)                             | M. Ostório Escápula                                             |
| 98   | Imp. Nerva César Augusto IV (até 13 de janeiro)                      | Imp. César Nerva Trajano II (janeiro a junho)                   |
| suf. | Cn. Domício Tulo II (13 a 31 de janeiro)                             | Imp. César Nerva Trajano II (janeiro a junho)                   |
| suf. | Sex. Júlio Frontino II (fevereiro)                                   | Imp. César Nerva Trajano II (janeiro a junho)                   |
| suf. | L. Júlio Urso II (março)                                             | Imp. César Nerva Trajano II (janeiro a junho)                   |
| suf. | T. Vestrício Espurina II (abril)                                     | Imp. César Nerva Trajano II (janeiro a junho)                   |
| suf. | C. Pompônio Pio (maio a junho)                                       | Imp. César Nerva Trajano II (janeiro a junho)                   |
| suf. | A. Vicírio Marcial (julho a agosto)                                  | L. Mécio Póstumo                                                |
| suf. | C. Pompônio Rufo Acílio (Pris)co Célio Esparso (setembro a outubro)  | Cn. Pompeu Ferox Liciniano                                      |
| suf. | Q. Fúlvio Gilão Bício Próculo (novembro a dezembro)                  | P. Júlio Lupo                                                   |
| 99   | A. Cornélio Palma Frontoniano (janeiro a fevereiro)                  | Q. Sósio Senécio                                                |
| suf. | P. Sulpício Lucrécio Barba (maio a junho)                            | Senécio Mêmio Áfer                                              |
| suf. | Q. Fábio Bárbaro Valério Magno Juliano (julho a agosto)              | A. Cecílio Faustino                                             |
| suf. | Ti. Júlio Ferox                                                      | Ignoto                                                          |
| 100  | Imp. César Nerva Trajano Augusto III (janeiro)                       | Sex. Júlio Frontino III (janeiro a fevereiro)                   |
| suf. | L. Júlio Urso III (janeiro a fevereiro)                              | Sex. Júlio Frontino III (janeiro a fevereiro)                   |
| suf. | M. Márcio Mácer (março a abril)                                      | C. Cílnio Próculo                                               |
| suf. | L. Herênio Saturnino (maio a junho)                                  | Pompônio Mamiliano                                              |
| suf. | Q. Acúcio Nerva (julho a agosto)                                     | L. Fábio Tusco                                                  |
| suf. | C. Júlio Cornuto Tértulo (setembro a outubro)                        | C. Plínio Cecílio Segundo                                       |
| suf. | L. Róscio Eliano Mécio Céler (novembro a dezembro)                   | Ti. Cláudio Sacerdos Juliano                                    |

## Século II
| Ano  | Primeiro cônsul                                                                                 | Segundo cônsul                                                                     |
| ---- | ----------------------------------------------------------------------------------------------- | ---------------------------------------------------------------------------------- |
| 101  | Imp. César Nerva Trajano Augusto IV (janeiro)                                                   | Quinto Articuleio Peto II (janeiro a março)                                        |
| suf. | Sex. Ácio Suburano Emiliano (fevereiro a março)                                                 | Quinto Articuleio Peto II (janeiro a março)                                        |
| suf. | C. Sertório Broco Q. Serveu Inocente (abril a maio)                                             | M. Mécio Céler                                                                     |
| suf. | [...]o Próculo (algum momento entre maio e outubro)                                             | Ignoto                                                                             |
| suf. | Lúcio Arrúncio Estela (atestado em outubro)                                                     | L. Júlio Marino Cecílio Simplex                                                    |
| 102  | L. Júlio Urso Serviano II (janeiro a abril)                                                     | L. Licínio Sura II (janeiro a fevereiro)                                           |
| suf. | L. Júlio Urso Serviano II (janeiro a abril)                                                     | L. Fábio Justo (março a abril)                                                     |
| suf. | T. Dídio Segundo (maio a agosto)                                                                | L. Publílio Celso                                                                  |
| suf. | L. Antônio Albo (setembro a dezembro)                                                           | M. Júnio Hômulo                                                                    |
| 103  | Imp. César Nerva Trajano Augusto V (janeiro)                                                    | M. Labério Máximo II (janeiro a março)                                             |
| suf. | Q. Glício Atílio Agrícola II (janeiro a março)                                                  | M. Labério Máximo II (janeiro a março)                                             |
| suf. | P. Metílio Nepos (abril a junho)                                                                | Q. Bébio Mácer                                                                     |
| suf. | [? M. Flávio Ap]er (julho a setembro)                                                           | C. Trebônio Próculo Mécio Modesto                                                  |
| suf. | (Â?)nio Mela (outubro a dezembro)                                                               | P. Calpúrnio Mácer Cáulio Rufo                                                     |
| 104  | Sex. Ácio Suburano Emiliano II                                                                  | M. Asínio Marcelo                                                                  |
| 105  | Ti. Júlio Cândido Mário Celso II (janeiro a março)                                              | C. Âncio A. Júlio Quadrado II                                                      |
| suf. | C. Júlio Quadrado Basso (maio a agosto)                                                         | Cn. Afrânio Dexter                                                                 |
| suf. | C. Júlio Quadrado Basso (maio a agosto)                                                         | Q. Cecílio Honorato (julho a agosto)                                               |
| suf. | M. Vitório Marcelo (setembro a dezembro)                                                        | C. Cecílio Estrabão                                                                |
| 106  | L. Ceiônio Cômodo                                                                               | Sex. Vetuleno Cívica Cerial                                                        |
| suf. | L. Minício Natal                                                                                | Q. Licínio Silvano Graniano Quadrônio Próculo                                      |
| 107  | L. Licínio Sura III (janeiro a fevereiro ou abril)                                              | Q. Sósio Senécio II                                                                |
| suf. | Acílio Rufo (março a abril)                                                                     | Q. Sósio Senécio II                                                                |
| suf. | C. Minício Fundano (maio a agosto)                                                              | C. Vetênio Severo                                                                  |
| suf. | C. Júlio Longino (setembro a dezembro)                                                          | Q. Valério Paulino                                                                 |
| 108  | Ap. Ânio Trebônio Galo (janeiro a ?)                                                            | M. Ápio Brádua                                                                     |
| suf. | P. Élio Adriano (atestado em 22 de junho)                                                       | M. Trebácio Prisco                                                                 |
| suf. | Q. Pompeu Falcão (setembro a dezembro)                                                          | M. Tício Lústrico Brutiano                                                         |
| 109  | A. Cornélio Palma Frontoniano II (janeiro a fevereiro)                                          | P. Calvísio Tulo Rusão (janeiro a abril)                                           |
| suf. | L. Ânio Largo (março a abril)                                                                   | P. Calvísio Tulo Rusão (janeiro a abril)                                           |
| suf. | Cn. Antônio Fusco (maio a agosto)                                                               | C. Júlio Antíoco Epifanes Filopapo                                                 |
| suf. | C. Abúrnio Valente (setembro a dezembro)                                                        | C. Júlio Próculo                                                                   |
| 110  | M. Peduceu Priscino (janeiro a março)                                                           | Ser. Cornélio Cipião Salvidieno Orfito                                             |
| suf. | C. Avídio Nigrino (abril a junho)                                                               | Ti. Júlio Áquila Polemeano                                                         |
| suf. | L. Catílio Severo Juliano Cláudio Regino (julho a setembro)                                     | C. Eruciano Silão                                                                  |
| suf. | A. Lárcio Prisco (outubro a dezembro)                                                           | Sex. Márcio Honorato                                                               |
| 111  | C. Calpúrnio Pisão (janeiro a abril)                                                            | M. Vécio Bolano                                                                    |
| suf. | T. Avídio Quieto (maio a agosto)                                                                | L. Égio Márulo                                                                     |
| suf. | L. Otávio Crasso (setembro a dezembro)                                                          | P. Célio Apolinário                                                                |
| 112  | Imp. César Nerva Trajano Augusto VI (janeiro)                                                   | T. Sêxtio Cornélio Africano (janeiro a março)                                      |
| suf. | [? M.] Licínio Rusão (janeiro a março)                                                          | T. Sêxtio Cornélio Africano (janeiro a março)                                      |
| suf. | Cneu Pinário Cornélio Severo (abril a junho)                                                    | L. Múmio Níger Q. Valério Vegeto                                                   |
| suf. | P. Estertínio Quarto (julho a setembro)                                                         | T. Júlio Máximo Manliano Broco Serviliano                                          |
| suf. | C. Cláudio Severo                                                                               | T. Setídio Firmo                                                                   |
| 113  | L. Publílio Celso II (janeiro)                                                                  | C. Clódio Crispino (janeiro-abril)                                                 |
| suf. | Ser. Cornélio Dolabela Metiliano Pompeu Marcelo (fevereiro a abril)                             | C. Clódio Crispino (janeiro-abril)                                                 |
| suf. | L. Estertínio Nórico (maio a agosto)                                                            | L. Fádio Rufino                                                                    |
| suf. | Cn. Cornélio Úrbico (setembro a dezembro)                                                       | T. Semprônio Rufo                                                                  |
| 114  | Q. Nínio Hasta (janeiro a abril)                                                                | P. Manílio Vopisco Viciniliano                                                     |
| suf. | C. Clódio Numo (maio a agosto)                                                                  | L. Cesênio Sospes                                                                  |
| suf. | L. Hédio Rufo Loliano Ávito (setembro a dezembro)                                               | L. Méssio Rústico                                                                  |
| 115  | L. Vipstano Messala (janeiro a abril)                                                           | M. Pedão Vergiliano (janeiro)                                                      |
| suf. | L. Vipstano Messala (janeiro a abril)                                                           | T. Estacílio Máximo Severo Adriano (fevereiro a abril)                             |
| suf. | L. Júlio Frúgio (maio a agosto)                                                                 | P. Juvêncio Celso T. Aufídio Ênio Severiano                                        |
| suf. | M. Pompeu Macrino Neo Teófanes (setembro a dezembro)                                            | Tito Víbio Varo                                                                    |
| 116  | L. Fundânio Lamia Eliano (janeiro a março)                                                      | Sex. Carmínio Veto                                                                 |
| suf. | Ti. Júlio Segundo (abril a junho)                                                               | M. Egnácio Marcelino                                                               |
| suf. | D. Terêncio Genciano (julho a setembro)                                                         | L. Co[...]                                                                         |
| suf. | L. Estácio Áquila (outubro a dezembro)                                                          | C. Júlio Alexandre Bereniciano                                                     |
| 117  | Q. Aquílio Níger (janeiro? a março)                                                             | M. Rébilo Aproniano                                                                |
| suf. | L. Cossônio Galo Vecílio Crispino Mansuânio Marcelino Numísio Sabino (atestado em 16 de agosto) | P. Afrânio Flaviano                                                                |
| suf. | Ignoto (atestado em 8 de setembro)                                                              | Cn. Minício Faustino                                                               |
| 118  | Imp. César Trajano Adriano Augusto II (janeiro a junho)                                         | Cn. Pedânio Fusco Salinador (janeiro a fevereiro)                                  |
| suf. | Imp. César Trajano Adriano Augusto II (janeiro a junho)                                         | Belício Tebaniano (março)                                                          |
| suf. | Imp. César Trajano Adriano Augusto II (janeiro a junho)                                         | C. Umídio Quadrado Sertório Severo (atestado em maio)                              |
| suf. | L. Pompônio Basso (atestado em 9 de julho e 31 de agosto)                                       | T. Sabínio Bárbaro                                                                 |
| 119  | Imp. César Trajano Adriano Augusto III (janeiro a abril)                                        | P. Dasúmio Rústico (janeiro a fevereiro)                                           |
| suf. | Imp. César Trajano Adriano Augusto III (janeiro a abril)                                        | A. Platório Nepos (março a abril)                                                  |
| suf. | M. Pácio Silvano Q. Corédio Galo Gargílio Antigo (maio a junho)                                 | Quinto Víbio Galo                                                                  |
| suf. | C. Herênio Capela (novembro a dezembro)                                                         | L. Célio Rufo                                                                      |
| 120  | L. Catílio Severo Juliano Cláudio Regino II (janeiro a abril)                                   | T. Aurélio Fulvo Boiônio Árrio Antonino                                            |
| suf. | C. Quíncio Certo Publício Marcelo (maio a junho)                                                | T. Rutílio Propinquo                                                               |
| suf. | C. Carmínio Galo (atestado em 19 de outubro)                                                    | C. Atílio Serrano                                                                  |
| 121  | M. Ânio Vero II (janeiro a fevereiro)                                                           | Cn. Árrio Áugure                                                                   |
| suf. | M. Herênio Fausto (março a abril)                                                               | Q. Pompônio Marcelo                                                                |
| suf. | T. Pompônio Antistiano Funisulano Vetoniano (maio a junho)                                      | L. Pompônio Silvano                                                                |
| suf. | M. Estatório Segundo (julho a agosto)                                                           | L. Semprônio Mérula Auspicato                                                      |
| 122  | M. Acílio Avíola                                                                                | L. Corélio Nerácio Pansa                                                           |
| suf. | Ti. Júlio Cândido Capitão (atestado em 17 de julho)                                             | L. Vitrásio Flaminino                                                              |
| suf. | C. Trébio Máximo (atestado em 18 de novembro)                                                   | T. Caléstrio Tirão Órbio Esperato                                                  |
| 123  | Q. Articuleio Petino                                                                            | L. Venuleio Aproniano Otávio Prisco                                                |
| suf. | T. Priférnio Gêmino (atestado em 16 de junho)                                                   | P. Metílio Segundo                                                                 |
| suf. | T. Sálvio Rufino Minício Opimiano (atestado em 10 de agosto)                                    | Cn. Sêncio Aburniano                                                               |
| 124  | M. Acílio Glabrião (janeiro a abril)                                                            | C. Belício Flaco Torquato Tebaniano                                                |
| suf. | A. Lárcio Macedo (maio a agosto)                                                                | P. Ducênio Verres                                                                  |
| suf. | C. Júlio Galo (setembro a dezembro)                                                             | C. Valério Severo                                                                  |
| 125  | M. Lólio Paulino Décimo Valério Asiático Saturnino II                                           | L. Tício Epídio Aquilino                                                           |
| suf. | Q. Vetina Vero (atestado em 1 de junho)                                                         | P. Lúcio Cosconiano                                                                |
| 126  | M. Ânio Vero III (janeiro a fevereiro)                                                          | C. Égio Ambíbulo (janeiro a abril)                                                 |
| suf. | L. Valério Propinquo (a partir de 1 de março)                                                   | C. Égio Ambíbulo (janeiro a abril)                                                 |
| suf. | L. Cúspio Camerino (atestado em 1 de julho)                                                     | C. Sênio Severo                                                                    |
| 127  | T. Atílio Rufo Ticiano (janeiro a março)                                                        | M. Gávio Ésquila Galicano                                                          |
| suf. | P. Túlio Varrão (abril)                                                                         | (D.?) Júnio Peto                                                                   |
| suf. | Q. Tineio Rufo (maio a setembro)                                                                | M. Licínio Céler Nepos                                                             |
| suf. | L. Emílio Junco (outubro a dezembro)                                                            | Sex. Júlio Severo                                                                  |
| 128  | L. Nônio Calpúrnio Torquato Asprenas II (janeiro)                                               | M. Ânio Libão (janeiro a março)                                                    |
| suf. | L. Nônio Calpúrnio Torquato Asprenas II (janeiro)                                               | L. Cesênio Antonino (fevereiro a março)                                            |
| suf. | M. Júnio Mécio Rufo (abril a junho)                                                             | Q. Pompônio Materno                                                                |
| suf. | L. Valério Flaco (julho a setembro)                                                             | M. [Júnio Hômulo ?]                                                                |
| suf. | A. Égrilo Plariano (outubro a dezembro)                                                         | Q. [...]                                                                           |
| 129  | P. Juvêncio Celso T. Aufídio Ênio Severiano II (janeiro a depois de 22 de março)                | L. Nerácio Marcelo II (janeiro a fevereiro?)                                       |
| suf. | P. Juvêncio Celso T. Aufídio Ênio Severiano II (janeiro a depois de 22 de março)                | Q. Júlio Balbo (fevereiro a março)                                                 |
| 130  | Q. Fábio Catulino (janeiro a fevereiro)                                                         | M. Flávio Áper                                                                     |
| suf. | Cássio Agripa (ou Agripino?) (atestado em 19 de março)                                          | Ti. Cláudio Quartino                                                               |
| 131  | Sérgio Otávio Lenas Ponciano (janeiro a abril)                                                  | M. Antônio Rufino                                                                  |
| suf. | L. Fábio Galo (maio a agosto)                                                                   | Q. Fábio Juliano                                                                   |
| 132  | C. Júlio Sério Auguriano (janeiro a abril)                                                      | C. Trébio Sergiano                                                                 |
| suf. | C. Acílio Prisco (setembro a dezembro)                                                          | A. Cássio Arriano'                                                                 |
| 133  | M. Antônio Hibero (janeiro a abril)                                                             | P. Múmio Sisena                                                                    |
| suf. | Q. Flávio Tértulo (maio a agosto)                                                               | Q. Júnio Rústico                                                                   |
| suf. | Ti. Cláudio Ático Herodes                                                                       | P. Sufenas Vero                                                                    |
| 134  | L. Júlio Urso Serviano III (janeiro a março)                                                    | T. Víbio Varo (janeiro a abril)                                                    |
| suf. | T. Hatero Nepos (atestado em 2 de abril)                                                        | T. Víbio Varo (janeiro a abril)                                                    |
| suf. | P. Licínio Pansa (setembro a dezembro)                                                          | L. Ácio Macro                                                                      |
| 135  | T. Tutílio Luperco Ponciano (janeiro a abril)                                                   | P. Calpúrnio Aciliano (Ático Rufo ?)                                               |
| suf. | M. Cúcio Prisco Méssio Rústico Emílio Papo Árrio Próculo Júlio Celso (maio a agosto)            | L. Burbuleio Optato Ligariano                                                      |
| suf. | P. Rutílio Fabiano (setembro a dezembro)                                                        | Cn. Papírio Eliano                                                                 |
| 136  | L. Ceiônio Cômodo                                                                               | Sex. Vetuleno Cívica Pompeiano                                                     |
| 137  | L. Élio César II                                                                                | P. Célio Balbino Vibúlio Pio                                                       |
| 138  | Cano Júnio Níger (janeiro a março)                                                              | C. Pompônio Camerino                                                               |
| suf. | M. Víndio Vero (abril a junho)                                                                  | P. Patumeio Clemente (in absentia)                                                 |
| suf. | P. Cássio Secudo (outubro a dezembro)                                                           | P. Délfio Peregrino Álfio Alênio Maxímio Cúrcio Valeriano Próculo M. Nônio Muciano |
| 139  | Imp. César T. Élio Adriano Antonino Augusto Pio II (janeiro a abril)                            | C. Brúcio Presente Fúlvio Rústico II                                               |
| suf. | L. Minício Natal Qadrônio Vero (julho a agosto)                                                 | L. Cláudio Próculo                                                                 |
| suf. | Ignoto (setembro a outubro)                                                                     | C. Júlio Escápula                                                                  |
| suf. | M. Cécio Justino (novembro a dezembro)                                                          | C. Júlio Basso                                                                     |
| 140  | Imp. César T. Élio Adriano Antonino Augusto Pio III (janeiro)                                   | M. Aurélio César I (janeiro a abril)                                               |
| suf. | Q. Antônio Isáurico (maio)                                                                      | L. Aurélio Flaco                                                                   |
| suf. | Júlio Crássipes (entre junho e outubro)                                                         | Ignoto                                                                             |
| suf. | M. Bárbio Emiliano (novembro a dezembro)                                                        | T. Flávio Juliano                                                                  |
| 141  | T. Ênio Severo                                                                                  | M. Peduceu Estloga Priscino                                                        |
| suf. | T. Cesérnio Estácio Quíncio Estaciano Mêmio Macrino                                             |                                                                                    |
| suf. | L. Ânio Fabiano                                                                                 |                                                                                    |
| 142  | L. Cúspio Patumeio Rufino                                                                       | L. Estácio Quadrado                                                                |
| suf. | L. Grânio Casto                                                                                 | Ti. Júnio Juliano                                                                  |
| suf. | M. Cornélio Fronto                                                                              | L. Labério Prisco                                                                  |
| suf. | L. Tusídio Campestre                                                                            | Q. Cornélio Senécio Aniano                                                         |
| suf. | (Sulpício?) Juliano                                                                             |                                                                                    |
| 143  | C. Belício Flaco Torquato                                                                       | L. Vibúlio Hiparco Ti. Cláudio Ático Herodes                                       |
| suf. | Q. Júnio Calamo                                                                                 | M. Valério Juniano                                                                 |
| 144  | L. Hédio Rufo Loliano Ávito                                                                     | T. Estacílio Máximo                                                                |
| suf. | L. Emílio Caro                                                                                  | Q. Égrilo Plariano                                                                 |
| suf. |                                                                                                 | Q. Labério Liciniano                                                               |
| suf. | L. Márcio Céler M. Calpúrnio Longo                                                              | D. Vélio Fido                                                                      |
| 145  | Imp. César T. Élio Adriano Antonino Augusto Pio IV                                              | M. Aurélio César II                                                                |
| suf. | L. Lâmia Silvano                                                                                | L. Publícola Prisco                                                                |
| suf. | Cn. Árrio Cornélio Próculo (maio–julho)                                                         | D. Júnio (Peto?) (maio–julho)                                                      |
| suf. | Q. Múscio Prisco                                                                                | M. Pôncio Leliano                                                                  |
| suf. | L. Petrônio Sabino (setembro–outubro)                                                           | C. Vícrio Rufo (setembro–outubro)                                                  |
| suf. | C. Fádio Rufo (novembro–dezembro)                                                               | P. Vícrio ... (novembro–dezembro)                                                  |
| 146  | Sex. Erúcio Claro II                                                                            | Cn. Cláudio Severo Arabiano                                                        |
| suf. | Q. Licínio Modestino (Sex.?) Ácio Labeo (março–abril)                                           |                                                                                    |
| suf. | P. Múmio Sisena Rutiliano (maio–junho)                                                          | T. Priférnio Peto (maio–junho)                                                     |
| suf. | L. Aurélio Galo (julho-?)                                                                       | Cn. L. Terêncio Hómulo Júnior (julho-?)                                            |
| suf. | Q. Vocônio Saxa Fido                                                                            | C. Aniano Vero                                                                     |
| suf. | L. Emílio Longo                                                                                 | Q. Cornélio Próculo                                                                |
| 147  | C. Prastina Messalino                                                                           | L. Ânio Largo                                                                      |
| suf. | A. Cláudio Carax                                                                                | Q. Fufício Cornuto                                                                 |
| suf. | Cupresseno Galo                                                                                 | Q. Cornélio Quadrado                                                               |
| suf. | Sex. Coceio Severiano Honorino                                                                  | Ti. Licínio Cássio Cassiano                                                        |
| suf. |                                                                                                 | C. Popílio Caro Pedo (no lugar de Cassiano)                                        |
| 148  | L. Otávio Cornélio P. Sálvio Juliano Emiliano                                                   | C. Belício Calpúrnio Torquato                                                      |
| suf. | Satírio Firmo                                                                                   | C. Sálvio Capitão                                                                  |
| suf. | L. Célio Festo                                                                                  | P. Orfídio Senécio                                                                 |
| suf. | C. Fábio Agripino                                                                               | M. Antônio Zeno                                                                    |
| 149  | Ser. Cornélio Cipião Salvidieno Orfito                                                          | Q. Pompeu Sósio Prisco                                                             |
| suf. | Q. Passieno Licino                                                                              | C. Júlio Ávito                                                                     |
| 150  | M. Gávio Ésquila Galicano                                                                       | Sex. Carmínio Veto                                                                 |
| suf. | M. Cássio Apolinário                                                                            | M. Petônio Mamertino                                                               |
| 151  | Sex. Quintílio Condiano                                                                         | Sex. Quintílio Valério Máximo                                                      |
| suf. | L. Atídio Corneliano                                                                            | M. Comínio Segundo                                                                 |
| 152  | M. Acílio Glabrião Cn. Cornélio Severo                                                          | M. Valério Hómulo                                                                  |
| suf. | P. Sufenas (Vero?) (abril–junho)                                                                | L. Dasúmio Túlio Tusco (abril–junho)                                               |
| suf. | C. Nóvio Prisco (julho–setembro)                                                                | L. Júlio Rômulo (julho–setembro)                                                   |
| suf. | P. Clúvio Máximo Paulino                                                                        | M. Servílio Silano                                                                 |
| 153  | L. Fúlvio Rústico C. Brúcio Presente                                                            | A. Júnio Rufino                                                                    |
| suf. | Sex. Cecílio? Máximo (abril–junho)                                                              | M. Pôncio Sabibo (abril–junho)                                                     |
| suf. | P. Setímio Áper (julho-?)                                                                       | M. Sedácio Severiano (julho-?)                                                     |
| suf. | Q. Petiédio Galo (?-dezembro)                                                                   | C. Cácio Marcelo (?-dezembro)                                                      |
| 154  | L. Élio Aurélio Cômodo                                                                          | T. Sêxtio Laterano                                                                 |
| suf. | (Priférnio?) Peto                                                                               | M. Nônio Macrino                                                                   |
| suf. | M. Valério Etrusco (?)                                                                          | L. Emílio Junco (?)                                                                |
| suf. | Ti. Cláudio Juliano                                                                             | Sex. Calpúrnio Agrícola                                                            |
| suf. | C. Júlio Estácio Severo (novembro-dezembro)                                                     | T. Júnio Severo (novembro-dezembro)                                                |
| 155  | C. Júlio Severo                                                                                 | M. Júnio Rufino Sabiniano                                                          |
| suf. | C. Aufídio Vitorino                                                                             | M. Gávio ...                                                                       |
| suf. | ... Âncio Polião (novembro)                                                                     | ... Minício Opimiano (novembro)                                                    |
| suf. | (? D. Rupílio) Severo (dezembro)                                                                | L. Júlio Severo (dezembro)                                                         |
| 156  | M. Ceiônio Silvano                                                                              | C. Sério Auguriano                                                                 |
| suf. | A. Avílio Urinácio Quadrado                                                                     | ... Estrabão Emiliano                                                              |
| suf. | Q. Canúsio Prenestino                                                                           | C. Lúsio Esparso                                                                   |
| 157  | M. Vetuleno Cívica Bárbaro                                                                      | M. Metílio Aquílio Régulo Nepos Volúsio Torquato Fronto                            |
| suf. | L. Róscio Eliano                                                                                | Cn. Papírio Eliano                                                                 |
| suf. | C. Célio Segundo                                                                                | C. Júlio Cômodo Orficiano                                                          |
| 158  | Sexto Sulpício Tértulo                                                                          | Q. Tineio Sacerdo Clemente                                                         |
| suf. | M. Servílio Fabiano Máximo (julho)                                                              | Q. Jálio Bássio (julho)                                                            |
| suf. | Q. Pompônio Musa                                                                                | L. Cássio Juvenal                                                                  |
| 159  | Pláucio Quintilo                                                                                | M. Estácio Prisco Licínio Itálico                                                  |
| suf. | M. Pisibânio Lépido                                                                             | L. Matúcio Fuscino                                                                 |
| suf. | Cornélio Dexter                                                                                 |                                                                                    |
| suf. | A. Cúrcio Crispino                                                                              |                                                                                    |
| 160  | Ápio Ânio Atílio Bradua                                                                         | T. Clódio Víbio Varrão                                                             |
| suf. | A. Platório Nepos Calpurniano                                                                   | M. Postúmio Festo                                                                  |
| suf. |                                                                                                 | (? C. Setímio) Severo                                                              |
| suf. | C. Prastina Catão                                                                               | M. Censório Paulo                                                                  |
| suf. | Ti. Oclácio Severo                                                                              | ... Nínio Astiano                                                                  |
| suf. |                                                                                                 | ... Nóvio Sabiniano                                                                |
| 161  | M. Aurélio César III                                                                            | L. Élio Aurélio Cômodo II                                                          |
| suf. | M. Ânio Libão                                                                                   | Q. Camúrio Numísio Júnior                                                          |
| 162  | Q. Júnio Rústico II                                                                             | L. Tício Pláucio Aquilino                                                          |
| suf. | Ti. Cláudio Paulino                                                                             | Ti. Cláudio Pompeiano                                                              |
| suf. | M. Insteio Bitínico                                                                             |                                                                                    |
| 163  | M. Pôncio Leliano                                                                               | A. Júnio Pastor L. Cesênio Sospes                                                  |
| 164  | M. Pompeu Macrino                                                                               | P. Juvêncio Celso                                                                  |
| suf. | Ti. Hatério Saturnino                                                                           | Q. Cecílio Ávito                                                                   |
| 165  | M. Gávio Orfito                                                                                 | L. Árrio Pudente                                                                   |
| 166  | Q. Servílio Pudente                                                                             | L. Fufídio Polião                                                                  |
| suf. | M. Víbio Liberal (março-?)                                                                      | P. Márcio Vero (março-?)                                                           |
| 167  | Imp. César L. Aurélio Vero Augusto III                                                          | M. Umídio Quadrado                                                                 |
| suf. | Q. Cecílio Dentiliano (maio–?)                                                                  | M. Antônio Palas (maio–?)                                                          |
| suf. | (L.?) Semprônio Graco                                                                           |                                                                                    |
| suf. | Q. Antíscio Advento Postúmio (?)                                                                |                                                                                    |
| suf. | Ti. Cláudio Pompeiano I                                                                         |                                                                                    |
| 168  | L. Venuleio Aproniano Otávio Prisco II                                                          | L. Sérgio Paulo II                                                                 |
| suf. | Q. Túlio Máximo                                                                                 |                                                                                    |
| 169  | Quinto Pompeu Senécio Sósio Prisco                                                              | P. Célio Apolinário                                                                |
| 170  | C. Erúcio Claro                                                                                 | M. Gávio Cornélio Cetego                                                           |
| suf. | T. Ênio Severo                                                                                  |                                                                                    |
| 171  | T. Estacílio Severo                                                                             | L. Alfídio Hereniano                                                               |
| 172  | Ser. Calpúrnio Cipião Orfito                                                                    | Sex. Quintílio Máximo                                                              |
| 173  | Cn. Cláudio Severo II                                                                           | Ti. Cláudio Pompeiano II                                                           |
| suf. | M. Acílio Glabrião                                                                              |                                                                                    |
| 174  | L. Aurélio Galo                                                                                 | Q. Volúsio Flaco Corneliano                                                        |
| suf. | M. Emílio Mácer Saturnino                                                                       |                                                                                    |
| 175  | L. Calpúrnio Pisão                                                                              | P. Sálvio Juliano                                                                  |
| suf. | P. Hélvio Pertinax                                                                              | M. Dídio Severo Juliano                                                            |
| 176  | T. Pompônio Próculo Vitrásio Polião II                                                          | M. Flávio Áper II                                                                  |
| 177  | L. Aurélio Cômodo César                                                                         | M. Peduceu Pláucio Quintilo                                                        |
| 178  | Ser. Cornélio Cipião Salvidieno Orfito                                                          | D. Vélio Rufo (Juliano?)                                                           |
| 179  | Imp. César L. Aurélio Cômodo Augusto II                                                         | P. Márcio Vero II                                                                  |
| suf. | T. Flávio Claudiano                                                                             | L. Emílio Junco                                                                    |
| suf. | M. Acílio Faustino                                                                              | L. Júlio Proculiano                                                                |
| 180  | L. Fúlvio Rústico C. Brúcio Presente II                                                         | Sex. Quintílio Condiano                                                            |
| 181  | Imp. César L. Aurélio Cômodo Augusto III                                                        | L. Antíscio Burro                                                                  |
| 182  | M. Petrônio Sura Mamertino                                                                      | Q. Tineio Rufo                                                                     |
| suf. | (?) Aureliano                                                                                   | (L. Atídio?) Corneliano                                                            |
| 183  | Imp. César L. Aurélio Cômodo Augusto IV                                                         | C. Aufídio Vitorino II                                                             |
| suf. | L. Tutílio Ponciano Genciano                                                                    |                                                                                    |
| suf. | M. Herênio Segundo                                                                              | M. Egnácio Póstumo                                                                 |
| suf. | T. Patumeio Magno                                                                               | L. Sétimo Flaco                                                                    |
| 184  | L. Cossônio Égio Márulo                                                                         | Cn. Papírio Eliano                                                                 |
| suf. | C. Otávio Vindex                                                                                | Cássio Aproniano                                                                   |
| 185  | Triário Materno Lascívio                                                                        | Ti. Cláudio M. Ap. Atílio Brádua Régilo Ático                                      |
| suf. | M. Úmbrio Primo                                                                                 |                                                                                    |
| 186  | Imp. César L. Aurélio Cômodo Augusto V                                                          | M. Acílio Glabrião II                                                              |
| suf. | L. Nóvio Rufo                                                                                   | L. Ânio ...vo                                                                      |
| suf. | C. Sabúcio Maior Ceciliano                                                                      | Valério Senécio                                                                    |
| 187  | L. Brúcio Quíncio Crispino                                                                      | L. Róscio Eliano Páculo                                                            |
| 188  | L. Seio Fusciano II                                                                             | M. Servílio Silano II                                                              |
| 189  | Dúlio Silano                                                                                    | Q. Servílio Silano                                                                 |
| suf. | (?) Severo                                                                                      |                                                                                    |
| 190  | Imp. César L. Aurélio Cômodo Augusto VI                                                         | M. Petrônio Sura Setimiano                                                         |
| suf. | L. Sétimo Severo (maio–?)                                                                       | Apuleio (Atuleno?) Rufino (maio–?)                                                 |
| 191  | Popílio Pedo Aproniano                                                                          | M. Valério Brádua Máurico                                                          |
| 192  | Imp. César L. Aurélio Cômodo Augusto VII                                                        | P. Hélvio Pertinax II                                                              |
| suf. | Q. Tineio Sacerdo (março-?)                                                                     | P. Júlio Escápula Prisco (março-?)                                                 |
| suf. | L. Júlio Messala Rutiliano                                                                      | C. Emílio Severo Cantabrino                                                        |
| 193  | Q. Pompeu Sósio Falco                                                                           | C. Júlio Erúcio Claro Vibiano                                                      |
| suf. | L. Fábio Cilão Setímio Catínio Aciliano Lépido Fulciniano                                       |                                                                                    |
| suf. | (C. Pompônio) Basso (Terenciano)?                                                               |                                                                                    |
| suf. | M. Sílio Messala (maio–junho)                                                                   |                                                                                    |
| 194  | Imp. César L. Sétimo Severo Pertinax Augusto II                                                 | D. Clódio Sétimo Albino César II                                                   |
| 195  | P. Júlio Escápula Tértulo Prisco                                                                | Q. Tineio Clemente                                                                 |
| 196  | C. Domício Dexter II                                                                            | L. Valério Messala Trásea Prisco                                                   |
| 197  | T. Sêxtio Mágio Laterano                                                                        | L./C. Cúspio Rufino                                                                |
| 198  | P. Márcio Sérgio Saturnino                                                                      | L. Aurélio Galo                                                                    |
| suf. | Q. Anício Fausto                                                                                |                                                                                    |
| 199  | P. Cornélio Anulino II                                                                          | M. Aufídio Fronto                                                                  |
| 200  | Ti. Cláudio Severo Próculo                                                                      | C. Aufídio Vitorino                                                                |

## Século III
| Ano  | Primeiro cônsul                                                | Segundo cônsul                                      | Ref.          |
| ---- | -------------------------------------------------------------- | --------------------------------------------------- | ------------- |
| 201  | L. Ânio Fabiano                                                | M. Nônio Árrio Muciano                              |               |
| 202  | Imp. César L. Sétimo Severo Pertinax Augusto III               | Imp. César M. Aurélio Antonino Augusto              |               |
| suf. | T. Murrênio Severo                                             | C. Cássio Regaliano                                 |               |
| 203  | C. Fúlvio Plauciano II                                         | P. Sétimo Geta II                                   |               |
| 204  | L. Fábio Cilão Setímio Catínio Aciliano Lépido Fulciniano II   | M. Ânio Flávio Libão                                |               |
| suf. | L. Pompônio Liberal                                            |                                                     |               |
| 205  | Imp. César M. Aurélio Antonino Augusto II                      | P. Sétimo Geta César                                |               |
| 206  | M. Númio Úmbrio Primo Senécio Albino                           | L. Fúlvio Gávio Numísio Petrônio Emiliano           |               |
| suf. | P. Túlio Marso                                                 | M. Célio Faustino                                   |               |
| 207  | L. Ânio Máximo                                                 | L. Sétimo Severo Áper                               |               |
| 208  | Imp. César M. Aurélio Antonino Augusto III                     | P. Sétimo Geta César II                             |               |
| 209  | L. Aurélio Cômodo Pompeiano                                    | Q. Hédio Loliano Pláucio Ávito                      |               |
| 210  | M'. Acílio Faustino                                            | A. Triário Rufino                                   |               |
| 211  | Hédio Loliano Terêncio Genciano                                | Pompônio Basso                                      |               |
| 212  | C. Júlio Ásper II                                              | C. Júlio Camílio Ásper                              |               |
| 213  | Imp. César M. Aurélio Antonino Augusto IV                      | D. Célio Calvino Balbino II                         |               |
| suf. | Públio Hélvio Pertinax Júnior                                  |                                                     | [ 17 ]        |
| 214  | L. Valério Messala                                             | C. Otávio Ápio Suétrio Sabino                       |               |
| 215  | Q. Mécio Leto II                                               | M. Munácio Sula Cerial                              |               |
| 216  | P. Cácio Sabino II                                             | P. Cornélio Anulino                                 |               |
| 217  | C. Brúcio Presente                                             | T. Méssio Extricato II                              |               |
| 218  | Imp. César M. Opélio Severo Macrino Augusto II                 | M. Oclatínio Advento II                             |               |
| suf. | Imp. César M. Aurélio Antonino Augusto                         |                                                     |               |
| 219  | Imp. César M. Aurélio Antonino Augusto II                      | Q. Tineio Sacerdo II                                |               |
| 220  | Imp. César M. Aurélio Antonino Augusto III                     | P. Valério Comazão II                               |               |
| 221  | C. Vécio Grato Sabiniano                                       | M. Flávio Vitélio Seleuco                           |               |
| 222  | Imp. César M. Aurélio Antonino Augusto IV                      | M. Aurélio Severo Alexandre César                   |               |
| 223  | L. Mário Máximo Perpétuo Aureliano II                          | L. Róscio Eliano Páculo Sálvio Juliano              |               |
| 224  | Ap. Cláudio Juliano II                                         | C. Brúcio Crispino                                  |               |
| 225  | Ti. Manílio Fusco II                                           | Ser. Calpúrnio Domício Dexter                       |               |
| 226  | Imp. César M. Aurélio Severo Alexandre Augusto II              | C. Aufídio Marcelo II                               |               |
| 227  | M. Númio Senécio Albino                                        | M. Lélio Fúlvio Máximo Emiliano                     |               |
| 228  | Q. Aiácio Modesto Crescenciano II                              | M. Pompônio Mécio Probo                             |               |
| 229  | Imp. César M. Aurélio Severo Alexandre Augusto III             | L. Cláudio Cássio Dio Cociano II                    |               |
| 230  | L. Vírio Agrícola                                              | Sex. Cácio Clementino Prisciliano                   |               |
| 231  | L. Ti. Cláudio Pompeiano                                       | T. Flávio Salústio Peliniano                        |               |
| 232  | L. Vírio Lupo Juliano                                          | L. Mário Máximo                                     |               |
| 233  | L. Valério Máximo --- Acílio Prisciliano                       | Cn. Cornélio Paterno                                |               |
| 234  | M. Clódio Pupieno Máximo II                                    | M. Munácio Sula Urbano                              |               |
| 235  | Cn. Cláudio Severo                                             | Ti. Cláudio Quintiano                               |               |
| 236  | Imp. César C. Júlio Vero Maximino Augusto                      | Ti. Clódio M. Pupieno Máximo                        |               |
| 237  | L. Mário Perpétuo                                              | L. Múmio Félix Corneliano                           |               |
| 238  | Fúlvio Pio                                                     | Pôncio Próculo Ponciano                             |               |
| 239  | Imp. César M. Antônio Gordiano Augusto                         | M'. Acílio Avíola                                   |               |
| 240  | C. Otávio Ápio Suétrio Sabino II                               | Ragônio Venusto                                     |               |
| 241  | Imp. César M. Antônio Gordiano Augusto II                      | Clódio Pompeiano                                    |               |
| 242  | C. Vécio Grato Ático Sabiniano                                 | C. Asínio Lépido Pretextato                         |               |
| 243  | L. Ânio Arriano                                                | C. Cervônio Papo                                    |               |
| 244  | Ti. Polênio Armênio Peregrino                                  | Fúlvio Emiliano                                     |               |
| 245  | Imp. César M. Júlio Filipe Augusto                             | C. Mésio Ticiano                                    |               |
| 246  | C. Brúcio Presente                                             | C. Álio Albino                                      |               |
| 247  | Imp. César M. Júlio Filipe Augusto II                          | M. Júlio Severo Filipe César                        |               |
| 248  | Imp. César M. Júlio Filipe Augusto III                         | Imp. César M. Júlio Severo Filipe Augusto II        |               |
| 249  | L. Fúlvio Gávio Numísio Emiliano II                            | L. Névio Aquilino                                   |               |
| 250  | Imp. César C. Méssio Quinto Trajano Décio Augusto II           | C. Vécio Grato                                      |               |
| 251  | Imp. César C. Méssio Quinto Trajano Décio Augusto III          | Q. Herênio Etrusco Méssio Décio César               |               |
| 252  | Imp. César C. Víbio Treboniano Galo Augusto II                 | Imp. César C. Víbio Volusiano Augusto               |               |
| 253  | Imp. César C. Víbio Volusiano Augusto II                       | L. Valério Publícola Balbino Máximo                 |               |
| 254  | Imp. César P. Licínio Valeriano Augusto II                     | Imp. César P. Licínio Galiano Augusto               |               |
| 255  | Imp. César P. Licínio Valeriano Augusto III                    | Imp. César P. Licínio Galiano Augusto II            |               |
| 256  | L. Valério Máximo --- Acílio Prisciliano II                    | M. Acílio Glabrião                                  |               |
| 257  | Imp. César P. Licínio Valeriano Augusto IV                     | Imp. César P. Licínio Galiano Augusto III           |               |
| 258  | M. Númio Tusco                                                 | Múmio Basso                                         |               |
| 259  | Emiliano                                                       | Pompônio Basso                                      | [ 18 ] [ 19 ] |
| 260  | P. Cornélio Secular II                                         | C. Júnio Donato II                                  | [ 20 ]        |
|      | Imp. César M. Cassiânio Latínio Póstumo Augusto II (Gália)     | Honoraciano (Gália)                                 | [ 21 ] [ 22 ] |
| 261  | Imp. César P. Licínio Galiano Augusto IV                       | L. Petrônio Tauro Volusiano                         | [ 23 ]        |
|      | Imp. César M. Cassiânio Latínio Póstumo Augusto III (Gália)    |                                                     | [ 24 ]        |
|      | Imp. César Fúlvio Macriano Augusto II (Oriente)                | Imp. César Fúlvio Quieto Augusto (Oriente)          | [ 25 ]        |
| 262  | Imp. César P. Licínio Galiano Augusto V                        | Númio Faustiniano                                   | [ 26 ]        |
| 263  | Númio Ceiônio Albino                                           | Dexter                                              | [ 27 ]        |
|      |                                                                | Máximo                                              | [ 28 ]        |
| 264  | Imp. César P. Licínio Galiano Augusto VI                       | Saturnino                                           | [ 29 ]        |
| 265  | P. Licínio Valeriano II                                        | Lúcilo                                              | [ 30 ]        |
| 266  | Imp. César P. Licínio Galiano Augusto VII                      | Sabinilo                                            | [ 31 ]        |
| 267  | Paterno                                                        | Arcesilau                                           | [ 32 ]        |
|      | Imp. César M. Cassiânio Latínio Póstumo Augusto IV (Gália)     | M. Piavônio Vitorino I (Gália)                      | [ 24 ]        |
| 268  | Paterno                                                        | P. Licínio Egnácio Mariniano                        | [ 33 ]        |
|      | Imp. César M. Cassiânio Latínio Póstumo Augusto V (Gália)      |                                                     | [ 24 ]        |
| 269  | Imp. César M. Aurélio Cláudio Augusto                          | Paterno                                             | [ 34 ]        |
|      | Imp. César M. Piavônio Vitorino II (Gália)                     | Santo (Gália)                                       | [ 35 ]        |
| 270  | Flávio Antioquiano II                                          | Vírio Orfito                                        | [ 36 ]        |
|      | Imp. César M. Piavônio Vitorino III (Gália)                    |                                                     | [ 24 ]        |
| 271  | Imp. César L. Domício Aureliano Augusto I                      | Pompônio Basso II                                   | [ 18 ] [ 19 ] |
|      | Imp. César C. Pio Esúvio Tétrico Augusto I (Gália)             |                                                     | [ 24 ]        |
| 272  | Postúmio Quieto                                                | Júnio Veldumniano                                   | [ 37 ]        |
|      | Imp. César C. Pio Esúvio Tétrico Augusto II (Gália)            |                                                     | [ 24 ]        |
| 273  | M. Cláudio Tácito                                              | Júlio Placidiano                                    | [ 38 ]        |
|      | Imp. César C. Pio Esúvio Tétrico Augusto III (Gália)           |                                                     | [ 24 ]        |
| 274  | Imp. César L. Domício Aureliano Augusto II                     | Capitolino                                          | [ 39 ]        |
|      | Imp. César C. Pio Esúvio Tétrico Augusto IV (Gália)            | Caio Pio Esúvio Tétrico I (Gália)                   | [ 40 ]        |
| 275  | Imp. César L. Domício Aureliano Augusto III                    | (Aurélio?) Marcelino                                | [ 41 ]        |
| 276  | Imp. César M. Cláudio Tácito Augusto II                        | Emiliano                                            | [ 42 ]        |
| 277  | Imp. César M. Aurélio Probo Augusto I                          | Paulino                                             | [ 43 ]        |
| 278  | Imp. César M. Aurélio Probo Augusto II                         | Vírio Lupo II                                       | [ 44 ]        |
| 279  | Imp. César M. Aurélio Probo Augusto III                        | Nônio Paterno II                                    | [ 45 ]        |
| 280  | (Lúcio Valério?) Messala                                       | (Vécio?) Grato                                      | [ 46 ]        |
| 281  | Imp. César M. Aurélio Probo Augusto IV                         | C. Júnio Tiberiano I                                | [ 47 ]        |
| 282  | Imp. César M. Aurélio Probo Augusto V                          | Pompônio Vitoriano                                  | [ 48 ]        |
| 283  | Imp. César M. Aurélio Caro Augusto II                          | Imp. César M. Aurélio Carino Augusto I              | [ 49 ]        |
| 284  | Imp. César M. Aurélio Carino Augusto II                        | Imp. César M. Aureliano Numeriano Augusto           | [ 49 ]        |
| suf. | Imp. César C. Aurélio Valério Diocleciano Augusto I            | (?) L. Cesônio Ovínio Mânlio Rufiniano Basso II     | [ 50 ]        |
| 285  | Imp. César M. Aurélio Carino Augusto III (Ocidente)            | Tito Cláudio Aurélio Aristóbulo                     | [ 51 ]        |
|      | Imp. César C. Aurélio Valério Diocleciano Augusto II (Oriente) |                                                     | [ 52 ]        |
| 286  | M. Júnio Máximo II                                             | Vécio Aquilino                                      | [ 53 ]        |
| 287  | Imp. César C. Aurélio Valério Diocleciano Augusto III          | Imp. César M. Aurélio Valério Maximiano Augusto I   | [ 49 ]        |
|      | Imp. César M. Aurélio Máuseo Valério Caráusio I (Britânia)     |                                                     | [ 54 ]        |
| 288  | Imp. César M. Aurélio Valério Maximiano Augusto II             | Pompônio Januariano                                 | [ 55 ]        |
| suf. | ... a                                                          | ... iviano                                          | [ 56 ]        |
|      | Imp. César M. Aurélio Máuseo Valério Caráusio II (Britânia)    |                                                     | [ 54 ]        |
| 289  | M. Mágrio Basso                                                | L. Ragônio Quintiano                                | [ 57 ] [ 58 ] |
| suf. | M. Úmbrio Primo (fevereiro)                                    | T. Flávio Celiano (fevereiro)                       | [ 59 ]        |
| suf. | Ceiônio Próculo (março)                                        | Hélvio Clemente (abril)                             | [ 60 ]        |
| suf. | Flávio Décimo (maio)                                           | ...nínio Máximo (junho)                             | [ 61 ]        |
|      | Imp. César M. Aurélio Máuseo Valério Caráusio III (Britânia)   |                                                     | [ 54 ]        |
| 290  | Imp. César C. Aurélio Valério Diocleciano Augusto IV           | Imp. César M. Aurélio Valério Maximiano Augusto III | [ 49 ]        |
|      | Imp. César M. Aurélio Máuseo Valério Caráusio IV (Britânia)    |                                                     | [ 54 ]        |
| 291  | C. Júnio Tiberiano II                                          | Dião Cássio                                         | [ 62 ]        |
| 292  | Afrânio Hanibaliano                                            | Júlio Asclepiodoto                                  | [ 63 ]        |
| 293  | Imp. César C. Aurélio Valério Diocleciano Augusto V            | Imp. César M. Aurélio Valério Maximiano Augusto IV  | [ 49 ]        |
| 294  | Flávio Valério Constâncio César I                              | C. Galério Valério Maximiano César I                | [ 49 ]        |
| 295  | Númio Tusco                                                    | C. Ânio Anulino                                     | [ 64 ]        |
| 296  | Imp. César C. Aurélio Valério Diocleciano Augusto VI           | Flávio Valério Constâncio César II                  | [ 49 ]        |
| 297  | Imp. César M. Aurélio Valério Maximiano Augusto V              | C. Galério Valério Maximiano César II               | [ 49 ]        |
| 298  | Anício Fausto II                                               | Vírio Galo                                          | [ 65 ]        |
| 299  | Imp. César C. Aurélio Valério Diocleciano Augusto VII          | Imp. César M. Aurélio Valério Maximiano Augusto VI  | [ 49 ]        |
| 300  | Flávio Valério Constâncio César III                            | C. Galério Valério Maximiano César III              | [ 49 ]        |

## Século IV
| Ano  | Primeiro cônsul                                                            | Segundo cônsul                                                      |
| ---- | -------------------------------------------------------------------------- | ------------------------------------------------------------------- |
| 301  | T. Flávio Postúmio Ticiano II                                              | Vírio Nepociano                                                     |
| 302  | Flávio Valério Constâncio César IV                                         | C. Galério Valério Maximiano César IV                               |
| 303  | Imp. César C. Aurélio Valério Diocleciano Augusto VIII                     | Imp. César M. Aurélio Valério Maximiano Augusto VII                 |
| 304  | Imp. César C. Aurélio Valério Diocleciano Augusto IX                       | Imp. César M. Aurélio Valério Maximiano Augusto VIII                |
| 305  | Flávio Valério Constâncio César V                                          | C. Galério Valério Maximiano César V                                |
| 306  | Imp. César Flávio Valério Constâncio Augusto VI                            | Imp. César C. Galério Valério Maximiano Augusto VI                  |
| 307  | Imp. César M. Aurélio Valério Maximiano Augusto IX (Ocidente)              | Flávio Valério Constantino César (Ocidente)                         |
|      | Imp. César Flávio Valério Severo Augusto (Oriente)                         | Galério Valério Maximino César (Oriente)                            |
|      | Imp. César C. Galério Valério Maximiano Augusto VII (Roma; janeiro-abril)  | Galério Valério Maximino César (Roma; janeiro-abril)                |
| 308  | C. Aurélio Valério Diocleciano Sênior Augusto X                            | Imp. César C. Galério Valério Maximiano Augusto VII                 |
|      | Imp. César M. Aurélio Valério Maxêncio Augusto (Roma; abril-dezembro)      | Valério Rômulo I (Roma; abril-dezembro)                             |
| 309  | Imp. César C. Valério Liciniano Licínio Augusto                            | Imp. César Flávio Valério Constantino Augusto                       |
|      | Imp. César M. Aurélio Valério Maxêncio Augusto II (Roma)                   | Valério Rômulo II (Roma)                                            |
| 310  | Tácio Andrônico                                                            | Pompeu Probo                                                        |
|      | Imp. César M. Aurélio Valério Maxêncio Augusto III (Roma)                  |                                                                     |
| 311  | Imp. César C. Galério Valério Maximiano Augusto VIII                       | Imp. César Galério Valério Maximino Augusto II                      |
|      | C. Ceiônio Rúfio Volusiano (Roma; a partir de setembro)                    | Arádio Rufino (Roma; a partir de setembro)                          |
| 312  | Imp. César Flávio Valério Constantino Augusto II                           | Imp. César C. Valério Liciniano Licínio Augusto II                  |
|      | Imp. César M. Aurélio Valério Maxêncio Augusto IV (Roma)                   |                                                                     |
| 313  | Imp. César Flávio Valério Constantino Augusto III                          | Imp. César C. Valério Liciniano Licínio Augusto III                 |
|      | Imp. César Galério Valério Maximino Augusto III (Roma, Egito, inter alios) |                                                                     |
| 314  | C. Ceiônio Rúfio Volusiano II                                              | Petrônio Aniano                                                     |
| 315  | Imp. César Flávio Valério Constantino Augusto IV                           | Imp. César C. Valério Liciniano Licínio Augusto IV                  |
| 316  | Antônio Cecina Sabino                                                      | Caio Vécio Cossínio Rufino                                          |
| 317  | Ovínio Galicano (a partir de fevereiro)                                    | Cesônio Basso (a partir de fevereiro)                               |
| 318  | Imp. César C. Valério Liciniano Licínio Augusto V                          | Flávio Júlio Crispo César                                           |
| 319  | Imp. César Flávio Valério Constantino Augusto V                            | Valério Liciniano Licínio César                                     |
| 320  | Imp. César Flávio Valério Constantino Augusto VI                           | Flávio Cláudio Constantino César                                    |
| 321  | Flávio Júlio Crispo César II (Ocidente)                                    | Flávio Cláudio Constantino César II (Ocidente)                      |
|      | Imp. César C. Valério Liciniano Licínio Augusto VI (Oriente)               | Valério Liciniano Licínio César II (Oriente)                        |
| 322  | Petrônio Probiano (Ocidente)                                               | Âmnio Anício Juliano (Ocidente)                                     |
|      | Pós-consulado de Licínio Augusto VI e Licínio César II (Oriente)           |                                                                     |
| 323  | Acílio Severo (Ocidente)                                                   | Vécio Rufino (Ocidente)                                             |
|      | II pós-consulado de Licínio Augusto VI e Licínio César II (Oriente)        |                                                                     |
| 324  | Flávio Júlio Crispo César III                                              | Flávio Cláudio Constantino César III                                |
| 325  | Valério Próculo (até maio)                                                 | Sex. Anício Paulino                                                 |
| suf. | Júlio Juliano                                                              |                                                                     |
| 326  | Imp. César Flávio Valério Constantino Augusto VII                          | Flávio Júlio Constâncio César                                       |
| 327  | Flávio Constâncio                                                          | Valério Máximo                                                      |
| 328  | Flávio Januarino                                                           | Vécio Justo                                                         |
| 329  | Imp. César Flávio Valério Constantino Augusto VIII                         | Flávio Cláudio Constantino César IV                                 |
| 330  | Flávio Galicano                                                            | Aurélio Valério Tuliano Símaco                                      |
| 331  | Júnio Ânio Basso                                                           | Ablávio                                                             |
| 332  | Lúcio Pápio Pacaciano                                                      | Mecílio Hilariano                                                   |
| 333  | Flávio Dalmácio                                                            | Domício Zenófilo                                                    |
| 334  | Flávio Optato                                                              | Âmnio Mânio Cesônio Nicômaco Anício Paulino Honório                 |
| 335  | Júlio Constâncio                                                           | Ceiônio Rúfio Albino                                                |
| 336  | Vírio Nepociano                                                            | Técio Facundo                                                       |
| 337  | Flávio Feliciano                                                           | Fábio Ticiano                                                       |
| 338  | Flávio Urso                                                                | Flávio Polêmio                                                      |
| 339  | Imp. César Flávio Júlio Constâncio Augusto II                              | Imp. César Flávio Júlio Cláudio Constante Augusto                   |
| 340  | Sétimo Acindino                                                            | L. Arádio Valério Próculo Populônio                                 |
| 341  | Antônio Marcelino                                                          | Petrônio Probino                                                    |
| 342  | Imp. César Flávio Júlio Constâncio Augusto III                             | Imp. César Flávio Júlio Cláudio Constante Augusto II                |
| 343  | M. Mécio Mêmio Fúrio Babúrio Ceciliano Plácido                             | Flávio Rômulo                                                       |
| 344  | Domício Leôncio (Ocidente e Oriente)                                       | Flávio Bonoso (Ocidente; até abril/maio)                            |
|      |                                                                            | Júlio Salústio (Oriente; ano todo. Ocidente; depois de abril /maio) |
| 345  | Flávio Amâncio                                                             | Númio Albino                                                        |
| 346  | Imp. César Flávio Júlio Constâncio Augusto IV                              | Imp. César Flávio Júlio Cláudio Constante Augusto III               |
| 347  | Vulcácio Rufino                                                            | Flávio Eusébio                                                      |
| 348  | Flávio Filipe                                                              | Flávio Sália                                                        |
| 349  | Úlpio Limênio                                                              | Fábio Acônio Catulino Filomácio                                     |
| 350  | Flávio Sérgio                                                              | Flávio Nigriniano                                                   |
| 351  | Imp. César Flávio Magno Magnêncio Augusto (Ocidente)                       | Gaiso (Ocidente)                                                    |
|      | Pós consulado de Sérgio e Nigriniano (Oriente)                             |                                                                     |
| 352  | Flávio Magno Decêncio César (Ocidente)                                     | Paulo (Ocidente)                                                    |
|      | Imp. César Flávio Júlio Constâncio Augusto V (Oriente)                     | Flávio Cláudio Constâncio César I (Oriente)                         |
| 353  | Imp. César Flávio Júlio Constâncio Augusto VI                              | Flávio Cláudio Constâncio César II                                  |
| 354  | Imp. César Flávio Júlio Constâncio Augusto VII                             | Flávio Cláudio Constâncio César III                                 |
| 355  | Flávio Arbício                                                             | Q. Flávio Mésio Egnácio Loliano Mavórcio                            |
| 356  | Imp. César Flávio Júlio Constâncio Augusto VIII                            | Flávio Cláudio Juliano César                                        |
| 357  | Imp. César Flávio Júlio Constâncio Augusto IX                              | Flávio Cláudio Juliano César II                                     |
| 358  | Daciano                                                                    | Nerácio Cereal                                                      |
| 359  | Flávio Eusébio                                                             | Flávio Hipácio                                                      |
| 360  | Imp. César Flávio Júlio Constâncio Augusto X                               | Flávio Cláudio Juliano César III                                    |
| 361  | Flávio Tauro                                                               | Flávio Florêncio                                                    |
| 362  | Cláudio Mamertino                                                          | Flávio Nevita                                                       |
| 363  | Imp. César Flávio Cláudio Juliano Augusto IV                               | Flávio Salústio                                                     |
| 364  | Imp. César Flávio Cláudio Juliano Augusto                                  | Varroniano                                                          |
| 365  | Imp. César Flávio Valentiniano Augusto                                     | Imp. César Flávio Júlio Valente Augusto                             |
| 366  | Flávio Graciano                                                            | Dagalaifo                                                           |
| 367  | Flávio Lupicino                                                            | Flávio Jovino                                                       |
| 368  | Imp. César Flávio Valentiniano Augusto II                                  | Imp. César Flávio Júlio Valente Augusto II                          |
| 369  | Valentiniano Gálata                                                        | Flávio Vítor                                                        |
| 370  | Imp. César Flávio Valentiniano Augusto III                                 | Imp. César Flávio Júlio Valente Augusto III                         |
| 371  | Imp. César Flávio Graciano Augusto II                                      | Sex. Cláudio Petrônio Probo                                         |
| 372  | Domício Modesto                                                            | Flávio Arinteu                                                      |
| 373  | Imp. César Flávio Valentiniano Augusto IV                                  | Imp. César Flávio Júlio Valente Augusto IV                          |
| 374  | Imp. César Flávio Graciano Augusto III                                     | Flávio Equício                                                      |
| 375  | Pós-consulado de Graciano Augusto III e Equício                            |                                                                     |
| 376  | Imp. César Flávio Júlio Valente Augusto V                                  | Imp. César Flávio Valentiniano Júnior Augusto                       |
| 377  | Imp. César Flávio Graciano Augusto IV                                      | Flávio Merobaldo                                                    |
| 378  | Imp. César Flávio Júlio Valente Augusto VI                                 | Imp. César Flávio Valentiniano Júnior Augusto II                    |
| 379  | Decímio Magno Ausônio                                                      | Q. Clódio Hermogeniano Olíbrio                                      |
| 380  | Imp. César Flávio Graciano Augusto V                                       | Imp. César Flávio Teodósio Augusto                                  |
| 381  | Flávio Siágrio                                                             | Flávio Euquério                                                     |
| 382  | Flávio Cláudio Antônio                                                     | Flávio Afrânio Siágrio                                              |
| 383  | Flávio Merobaldo II                                                        | Flávio Saturnino                                                    |
| 384  | Flávio Ricomero                                                            | Flávio Clearco                                                      |
| 385  | Imp. César Flávio Arcádio Augusto                                          | Flávio Bautão                                                       |
| 386  | Flávio Honório                                                             | Flávio Evódio                                                       |
| 387  | Imp. César Flávio Valentiniano Júnior Augusto III                          | Eutrópio                                                            |
| 388  | Magno Máximo Augusto II (Ocidente)                                         | Sem colega                                                          |
|      | Imp. César Flávio Teodósio Augusto II (Oriente)                            | Materno Cinégio (Oriente)                                           |
| 389  | Flávio Timásio                                                             | Flávio Prômoto                                                      |
| 390  | Imp. César Flávio Valentiniano Júnior Augusto IV                           | Flávio Neotério                                                     |
| 391  | Flávio Eutôlmio Taciano                                                    | Q. Aurélio Símaco                                                   |
| 392  | Imp. César Flávio Arcádio Augusto II                                       | Flávio Rufino                                                       |
| 393  | Imp. César Flávio Teodósio Augusto II (Ocidente e Oriente)                 | Flávio Eugênio Augusto (Ocidente)                                   |
|      |                                                                            | Flávio Abundâncio (Oriente)                                         |
| 394  | Vírio Nicômaco Flaviano (Ocidente)                                         | Sem colega                                                          |
|      | Imp. César Flávio Arcádio Augusto III (Oriente)                            | Flávio Honório Augusto II (Oriente)                                 |
| 395  | Anício Hermogeniano Olíbrio                                                | Anício Probino                                                      |
| 396  | Imp. César Flávio Arcádio Augusto IV                                       | Flávio Honório Augusto III                                          |
| 397  | Flávio Cesário                                                             | Nônio Ático                                                         |
| 398  | Flávio Honório Augusto IV                                                  | Flávio Eutiquiano                                                   |
| 399  | Eutrópio                                                                   | Flávio Málio Teodoro                                                |
| 400  | Flávio Estilicão                                                           | Aureliano                                                           |

## Século V
| 401 | Flávio Vicente                                                          | Flávio Fravita                                                          |                                                                         |                                                                         |
| 402 | Imp. César Flávio Arcádio Augusto V                                     | Flávio Honório Augusto V                                                |                                                                         |                                                                         |
| 403 | Flávio Teodósio Augusto I                                               | Flávio Rumorido                                                         |                                                                         |                                                                         |
| 404 | Flávio Honório Augusto VI                                               | Aristêneto                                                              |                                                                         |                                                                         |
| 405 | Flávio Estilicão II                                                     | Flávio Antêmio                                                          |                                                                         |                                                                         |
| 406 | Imp. César Flávio Arcádio Augusto VI                                    | Anício Petrônio Probo                                                   |                                                                         |                                                                         |
| 407 | Flávio Honório Augusto VII                                              | Flávio Teodósio Augusto II                                              |                                                                         |                                                                         |
| 408 | Anício Auquênio Basso                                                   | Flávio Filipe                                                           |                                                                         |                                                                         |
| 409 | Flávio Honório Augusto VIII                                             | Flávio Teodósio Augusto III                                             |                                                                         |                                                                         |
|     | Flávio Cláudio Constantino Augusto (Britânia/Gália                      |                                                                         |                                                                         |                                                                         |
| 410 | Pós-consulado de Honório Augusto VIII e Teodósio Augusto III (Ocidente) | Pós-consulado de Honório Augusto VIII e Teodósio Augusto III (Ocidente) | Pós-consulado de Honório Augusto VIII e Teodósio Augusto III (Ocidente) | Pós-consulado de Honório Augusto VIII e Teodósio Augusto III (Ocidente) |
|     | Varanes (Oriente)                                                       | Tértulo (Roma)                                                          |                                                                         |                                                                         |
| 411 | Flávio Teodósio Augusto IV                                              | Sem colega                                                              |                                                                         |                                                                         |
| 412 | Flávio Honório Augusto IX                                               | Flávio Teodósio Augusto V                                               |                                                                         |                                                                         |
| 413 | Heracliano                                                              | Flávio Lúcio                                                            |                                                                         |                                                                         |
| 414 | Flávio Constâncio                                                       | Flávio Constante                                                        |                                                                         |                                                                         |
| 415 | Flávio Honório Augusto X                                                | Flávio Teodósio Augusto VI                                              |                                                                         |                                                                         |
| 416 | Flávio Teodósio Augusto VII                                             | Júnio Quarto Paládio                                                    |                                                                         |                                                                         |
| 417 | Flávio Honório Augusto XI                                               | Flávio Constâncio II                                                    |                                                                         |                                                                         |
| 418 | Flávio Honório Augusto XII                                              | Flávio Teodósio Augusto VIII                                            |                                                                         |                                                                         |
| 419 | Flávio Monáxio                                                          | Flávio Plinta                                                           |                                                                         |                                                                         |
| 420 | Flávio Teodósio Augusto IX                                              | Flávio Constâncio III                                                   |                                                                         |                                                                         |
| 421 | Flávio Agrícola                                                         | Flávio Eustácio                                                         |                                                                         |                                                                         |
| 422 | Flávio Honório Augusto XIII                                             | Flávio Teodósio Augusto X                                               |                                                                         |                                                                         |
| 423 | Flávio Ávito Mariniano                                                  | Flávio Asclepiodoto                                                     |                                                                         |                                                                         |
| 424 | Flávio Castino                                                          | Vítor                                                                   |                                                                         |                                                                         |
| 425 | João Augusto (Ocidente)                                                 |                                                                         |                                                                         |                                                                         |
|     | Flávio Teodósio Augusto XI                                              | Plácido Valentiniano César                                              |                                                                         |                                                                         |
| 426 | Flávio Teodósio Augusto XII                                             | Flávio Plácido Valentiniano Augusto II                                  |                                                                         |                                                                         |
| 427 | Flávio Hiério                                                           | Flávio Ardabúrio                                                        |                                                                         |                                                                         |
| 428 | Flávio Félix                                                            | Flávio Tauro                                                            |                                                                         |                                                                         |
| 429 | Flávio Florêncio                                                        | Flávio Dionísio                                                         |                                                                         |                                                                         |
| 430 | Flávio Teodósio Augusto XIII                                            | Flávio Plácido Valentiniano Augusto III                                 |                                                                         |                                                                         |
| 431 | Anício Auquênio Basso                                                   | Flávio Antíoco                                                          |                                                                         |                                                                         |
| 432 | Flávio Aécio                                                            | Flávio Valério                                                          |                                                                         |                                                                         |
| 433 | Flávio Teodósio Augusto XIV                                             | Petrônio Máximo                                                         |                                                                         |                                                                         |
| 434 | Flávio Ardabúrio Áspar                                                  | Flávio Areobindo                                                        |                                                                         |                                                                         |
| 435 | Flávio Teodósio Augusto XV                                              | Flávio Plácido Valentiniano Augusto IV                                  |                                                                         |                                                                         |
| 436 | Flávio Antêmio Isidoro                                                  | Flávio Senador                                                          |                                                                         |                                                                         |
| 437 | Flávio Aécio II                                                         | Flávio Sigisvulto                                                       |                                                                         |                                                                         |
| 438 | Flávio Teodósio Augusto XVI                                             | Anício Acílio Glabrião Fausto                                           |                                                                         |                                                                         |
| 439 | Flávio Teodósio Augusto XVII                                            | Festo                                                                   |                                                                         |                                                                         |
| 440 | Flávio Plácido Valentiniano Augusto V                                   | Flávio Anatólio                                                         |                                                                         |                                                                         |
| 441 | Flávio Tauro Seleuco Ciro                                               | Sem colega                                                              |                                                                         |                                                                         |
| 442 | Flávio Dióscoro                                                         | Flávio Eudóxio                                                          |                                                                         |                                                                         |
| 443 | Petrônio Máximo II                                                      | Flávio Patério                                                          |                                                                         |                                                                         |
| 444 | Flávio Teodósio Augusto XVIII                                           | Cecina Décio Aginácio Albino                                            |                                                                         |                                                                         |
| 445 | Flávio Plácido Valentiniano Augusto VI                                  | Flávio Nomo                                                             |                                                                         |                                                                         |
| 446 | Flávio Aécio III                                                        | Q. Aurélio Símaco                                                       |                                                                         |                                                                         |
| 447 | Flávio Calépio                                                          | Flávio Ardabúrio Júnior                                                 |                                                                         |                                                                         |
| 448 | Flávio Rúfio Pretextato Postumiano                                      | Flávio Zeno                                                             |                                                                         |                                                                         |
| 449 | Flávio Astírio                                                          | Flávio Flor(êncio?) Romano Protógenes                                   |                                                                         |                                                                         |
| 450 | Flávio Plácido Valentiniano Augusto VII                                 | Genádio Avieno                                                          |                                                                         |                                                                         |
| 451 | Flávio Marciano Augusto                                                 | Valério Faltônio Adélfio                                                |                                                                         |                                                                         |
| 452 | Flávio Basso Herculano                                                  | Flávio Esporácio                                                        |                                                                         |                                                                         |
| 453 | Flávio Opílio                                                           | João Vincomalo                                                          |                                                                         |                                                                         |
| 454 | Flávio Aécio IV                                                         | Flávio Estúdio                                                          |                                                                         |                                                                         |
| 455 | Flávio Plácido Valentiniano Augusto VIII                                | Procópio Antêmio                                                        |                                                                         |                                                                         |
| 456 | Epárquio Ávito Augusto (Ocidente)                                       | Sem colega (Ocidente)                                                   |                                                                         |                                                                         |
|     | João (Oriente)                                                          | Varanes (Oriente)                                                       |                                                                         |                                                                         |
| 457 | Flávio Constantino                                                      | Flávio Rufo                                                             |                                                                         |                                                                         |
| 458 | Júlio Majoriano Augusto                                                 | Flávio Valério Leão Augusto                                             |                                                                         |                                                                         |
| 459 | Flávio Ricímero                                                         | Flávio Patrício                                                         |                                                                         |                                                                         |
| 460 | Flávio Magno                                                            | Flávio Apolônio                                                         |                                                                         |                                                                         |
| 461 | Flávio Severino                                                         | Flávio Dagalaifo                                                        |                                                                         |                                                                         |
| 462 | Flávio Líbio Severo Serpêncio Augusto.                                  | Flávio Valério Leão Augusto II                                          |                                                                         |                                                                         |
| 463 | Cecina Décio Basílio                                                    | Flávio Viviano                                                          |                                                                         |                                                                         |
| 464 | Flávio Rustício                                                         | Anício Olíbrio                                                          |                                                                         |                                                                         |
| 465 | Flávio Hermenerico                                                      | Flávio Basilisco                                                        |                                                                         |                                                                         |
| 466 | Flávio Valério Leão Augusto III                                         | Taciano (Gália)                                                         |                                                                         |                                                                         |
| 467 | Flávio Puseu                                                            | Flávio João                                                             |                                                                         |                                                                         |
| 468 | Procópio Antêmio Augusto II                                             | Sem colega                                                              |                                                                         |                                                                         |
| 469 | Flávio Marciano                                                         | Flávio Zeno                                                             |                                                                         |                                                                         |
| 470 | Méssio Febo Severo                                                      | Flávio Jordanes                                                         |                                                                         |                                                                         |
| 471 | Flávio Valério Novo Leão Augusto IV                                     | Célio Acônio Probiano                                                   |                                                                         |                                                                         |
| 472 | Rúfio Postúmio Festo                                                    | Flávio Marciano                                                         |                                                                         |                                                                         |
| 473 | Flávio Valério Leão Augusto V                                           | Sem colega                                                              |                                                                         |                                                                         |
| 474 | Flávio Leão Júnior Augusto                                              | Sem colega                                                              |                                                                         |                                                                         |
| 475 | Flávio Zenão Augusto II                                                 | Pós-consulado de Leão Júnior Augusto (Ocidente)                         |                                                                         |                                                                         |
| 476 | Flávio Basilisco Augusto II                                             | Flávio Armado                                                           |                                                                         |                                                                         |
| 477 | Pós-consulado de Basilisco Augusto II e Armato                          |                                                                         |                                                                         |                                                                         |
| 478 | Ilo                                                                     | Sem colega                                                              |                                                                         |                                                                         |
| 479 | Flávio Zenão Augusto III                                                | Sem colega                                                              |                                                                         |                                                                         |